# Época del álbum

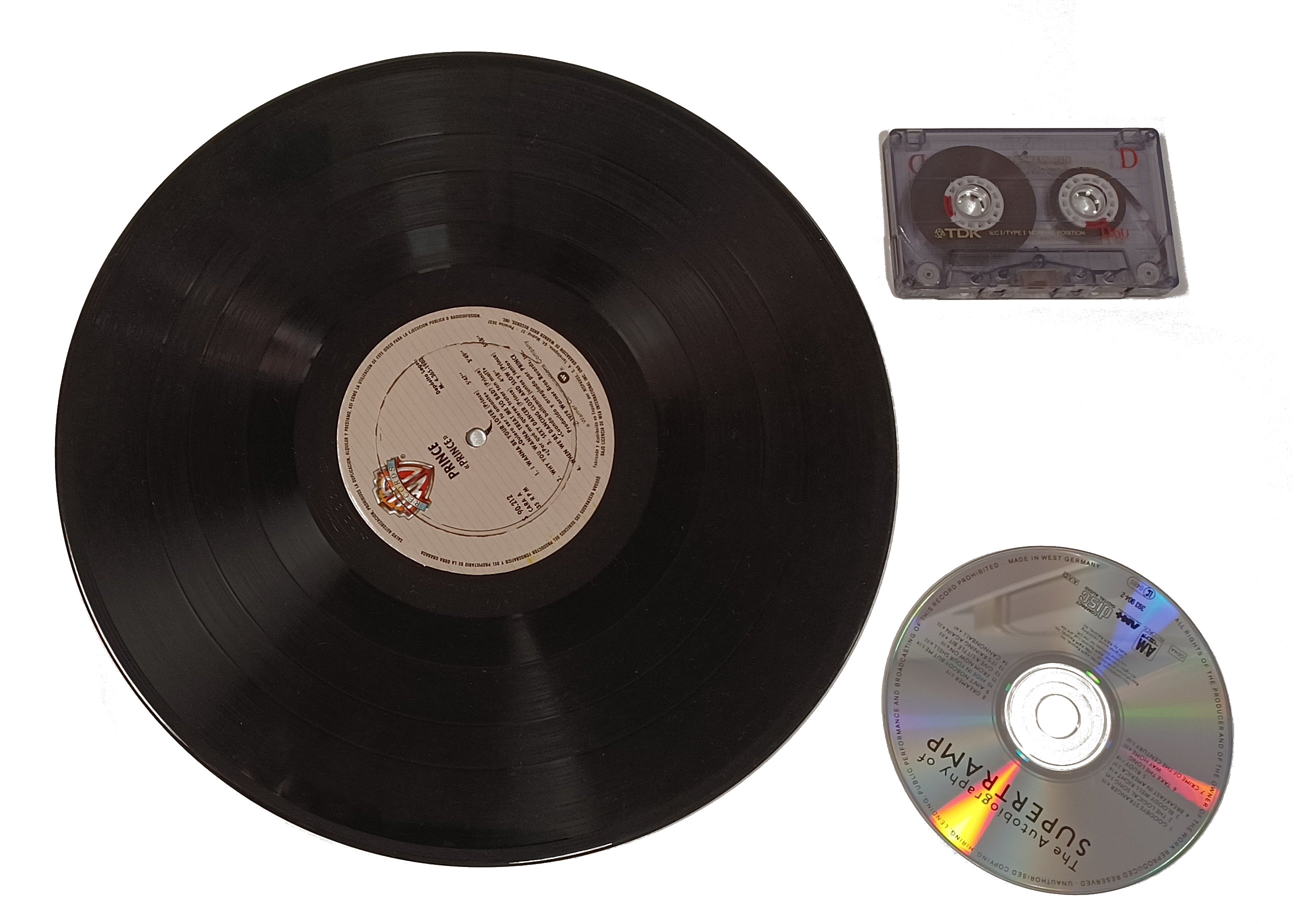
Un LP, un casete y un CD, los tres formatos de música grabada que dieron soporte a la «época del álbum».

La época del álbum (también conocida como edad o era del álbum) fue un período de la música popular en inglés que comprende desde mediados de la década de 1960 hasta mediados de la década de 2000, en el que el álbum fue la forma dominante de expresión y consumo de música grabada. Fue impulsado principalmente por tres formatos de grabación de música sucesivos: el disco LP de 331⁄3 rpm, el casete de audio y el disco compacto. La marcada presencia en vanguardia del rock de los EE. UU. y del Reino Unido, hace que a veces también se conozca como la época del álbum-rock, en referencia a su esfera de influencia y actividad. El término "época del álbum" también se utiliza para referirse al período estético y de marketing que rodea al lanzamiento del álbum de un artista.

## Panorama general
Los álbumes LP se desarrollaron a principios del siglo XX y originalmente se comercializaron para dar soporte a la música clásica y a consumidores adultos adinerados. Sin embargo, los discos sencillos todavía dominaban la industria de la música, gracias al éxito de los intérpretes de rock and roll en la década de 1950, cuando el formato LP era utilizado preferentemente para grabar bandas sonoras, jazz y algunas grabaciones pop. No fue hasta mediados de la década de 1960, cuando the Beatles comenzó a lanzar LP artísticamente ambiciosos y vendidos masivamente, secundados por artistas rock y pop que siguieron su ejemplo, de forma que la industria abrazó los álbumes por su éxito inmenso, mientras que un floreciente periodismo musical reivindicó su valor cultural. En la década siguiente, el LP había surgido como una unidad artística fundamental y un artículo muy popular entre los jóvenes, a menudo comercializado utilizando la idea de un álbum conceptual, criterio empleado especialmente por los intérpretes de música progresiva tanto rock como soul.
A finales de la década de 1970, los álbumes LP experimentaron una disminución en las ventas, mientras que el formato sencillo volvió a cobrar presencia por el desarrollo del punk, la música disco y los videoclips de la MTV. La industria discográfica combatió esta tendencia desplazando gradualmente los LP por los CD, lanzando menos singles que fueran éxitos para forzar las ventas de los álbumes que los acompañaban, inflando los precios de los álbumes en CD durante las siguientes dos décadas, cuando su producción proliferó. El éxito de las principales estrellas del pop llevó al desarrollo de un modelo de lanzamiento extendido entre los sellos discográficos, promocionando un álbum en torno a un sencillo principal pegadizo, un video musical que llamara la atención, productos novedosos, cobertura de los medios y una gira musical de apoyo. Las cantantes y los músicos negros continuaron ganando reconocimiento crítico entre el canon predominantemente masculino blanco y orientado al rock de la era de los álbumes, con el floreciente género del hip hop creando estándares basados en álbumes por derecho propio. En la década de 1990, la industria de la música experimentó un auge del rock alternativo y del country, lo que llevó a un pico de ingresos de 15.000 millones de dólares en 1999, basado en las ventas de CD. Sin embargo, el desarrollo de redes de intercambio de archivos como Napster comenzó a socavar la viabilidad del formato, ya que los consumidores pudieron ripear y compartir pistas de CD digitalmente a través de Internet.
A principios del siglo XXI, los servicios de descarga de música en línea emergieron como medios populares de distribución, ya que las ventas de álbumes sufrieron una fuerte caída y las nuevas grabaciones generalmente se enfocaron en sencillos, terminando efectivamente con la era de los álbumes. El paradigma crítico también se alejó del rock y se dirigió hacia trabajos más innovadores que se producían en el pop y en los géneros urbanos, que dominaron las listas de ventas en la década de 2000. Los grupos de pop de alto perfil continuaron promocionando sus álbumes con seriedad, y los álbumes sorpresa surgieron como una estrategia habitual. Si bien las ventas de música física disminuyeron aún más en todo el mundo, el CD siguió siendo popular en algunos países como Japón, debido en parte al marketing y a la fidelidad de los seguidores que rodea a los ídolos locales más populares, cuyo éxito representó un alejamiento creciente del dominio global de la música en inglés. A finales de la década de 2010, los álbumes conceptuales habían resurgido con narrativas personales culturalmente relevantes y críticamente exitosas. Mientras tanto, los artistas de pop y rap obtuvieron la mayor cantidad de reproducciones de álbumes con un marketing mínimo que capitalizó la cultura de consumo bajo demanda de la era digital, que fue radicalizada aún más por la pandemia de COVID-19.

## Antecedentes

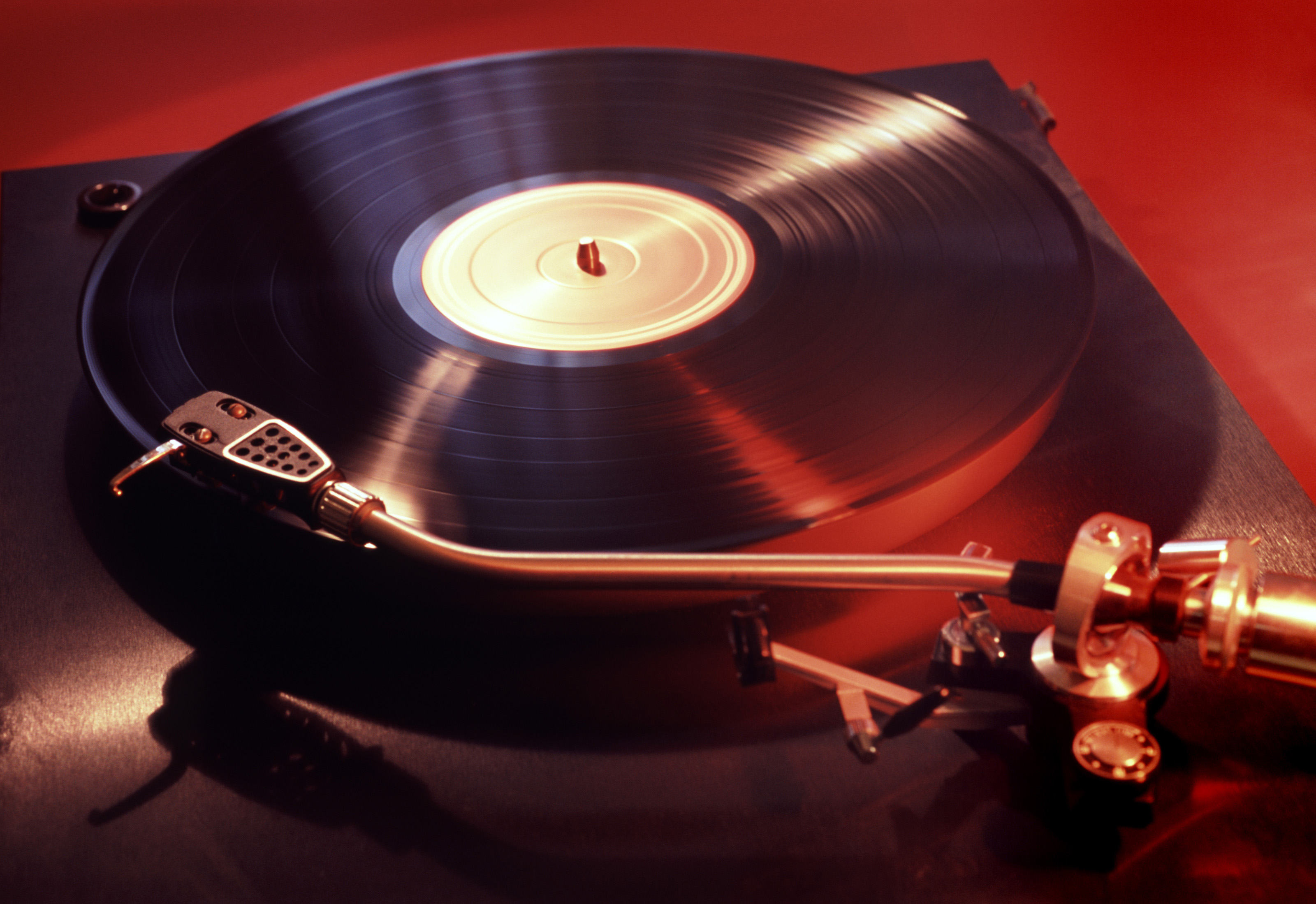
Un LP en un giradiscos

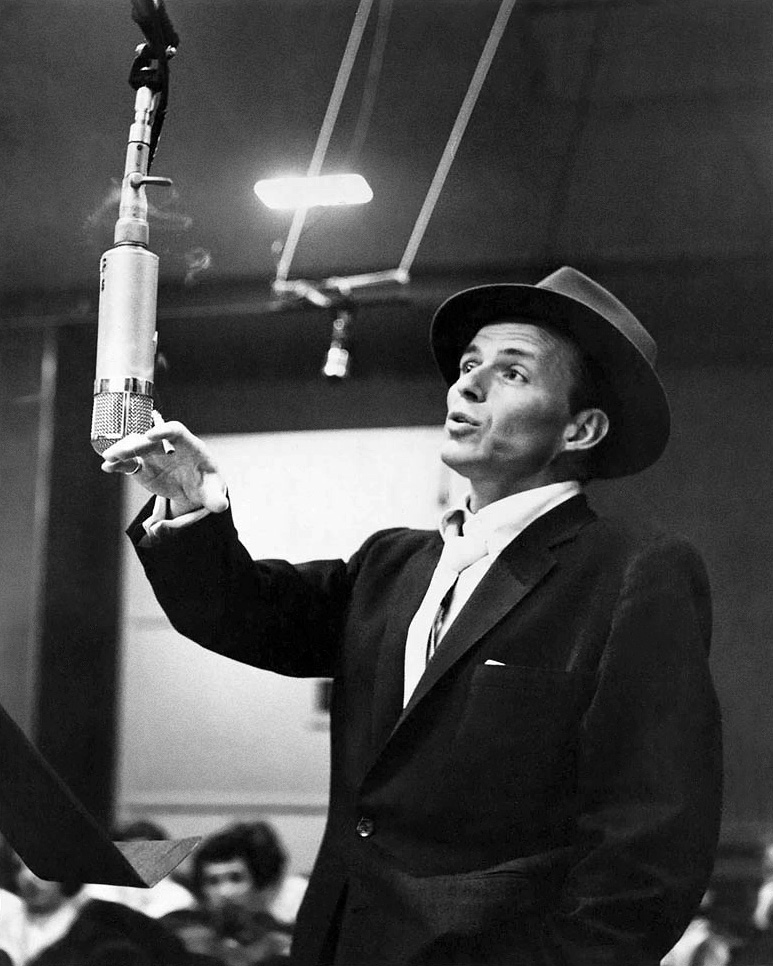
Frank Sinatra (hacia 1955), uno de los primeros artistas populares en grabar un álbum

Los avances tecnológicos de principios del siglo XX llevaron a cambios radicales en la forma en que se registraba y se vendía la música grabada. Antes del LP, el medio estándar para la música grabada era el disco fonográfico de 78 rpm, hecho de goma laca y con una capacidad de tres a cinco minutos por cada cara. Las limitaciones de capacidad imponían restricciones a los procesos de composición de los artistas discográficos, mientras que la fragilidad de la goma laca provocó el empaquetado de estos discos en sobres apilados que parecían álbumes fotográficos, con papel de envolver típicamente de color marrón como cubiertas. La introducción del vinilo en la producción de discos permitió obtener un soporte que se reproducía con menos ruido y mayor durabilidad.
En la década de 1940, el mercado de grabaciones de uso comercial y doméstico estaba dominado por dos competidores principales, RCA Records y Columbia Records, cuyo ingeniero jefe Peter Goldmark fue pionero en el desarrollo del LP, un disco de vinilo de 12⅓" de diámetro. Este formato podía contener grabaciones de hasta 52 minutos, o 26 minutos por cara, a una velocidad de 33⅓ rpm, y se podía reproducir con una aguja "microsurco" de punta pequeña diseñada para tocadiscos domésticos. Presentado oficialmente en 1948 por Columbia, los LP se conocieron como "álbumes", denominados así en referencia al empaquetado de los discos de 78 rpm, similar a un álbum de fotos. Otra innovación de Columbia fue el diseño gráfico y tipográfico de las carátulas de los álbumes, presentado por Alex Steinweiss, el director de arte del sello. Animada por su efecto positivo en las ventas del LP, la industria de la música adoptó las portadas ilustradas como estándar en la década de 1950.
Originalmente, el álbum se comercializó principalmente para los oyentes de música clásica, y el primer LP lanzado fue el  Concierto en E Menor para violín y orquesta Op. 64 de Mendelssohn, dirigido por Nathan Milstein e interpretado por la Orquesta Filarmónica de Nueva York en 1948. Bandas sonoras, pruebas de voz en los teatros de Broadway, músicos de jazz y algunos cantantes de pop tradicional como Frank Sinatra pronto utilizaron el nuevo formato de mayor duración. Los artistas de jazz especialmente, como Duke Ellington, Miles Davis y Dave Brubeck, prefirieron el LP por la forma en que su capacidad les permitió grabar sesiones completas de sus composiciones con arreglos particulares e improvisaciones. Sin embargo, en la década de 1950 y en la de 1960, las ventas de sencillos a 45 rpm todavía se consideraban el mercado principal para la industria de la música, y los álbumes seguían siendo un mercado secundario. Las carreras de notables artistas del rock and roll como Elvis Presley fueron impulsadas principalmente por las ventas de sencillos.

## Década de 1960: comienzos de la era del rock
La llegada de The Beatles a los EE. UU. en 1964 es acreditada por los escritores musicales Ann Powers y Joel Whitburn como el presagio de la "era clásica de los álbumes" o la "era de los álbumes de rock". En su 'Diccionario Conciso de Cultura Popular', Marcel Danesi comenta que "el álbum se convirtió en un aspecto clave del movimiento contracultural de la década de 1960, con sus temas musicales, estéticos y políticos. De ahí surgió el 'álbum conceptual', en el origen de la denominada 'era del álbum'". Dansei cita el álbum de 1965 de los Beatles Rubber Soul como uno de los primeros álbumes conceptuales de la época. Según el académico de los medios de comunicación Roy Shuker, con el desarrollo del álbum conceptual en la década de 1960, "el álbum pasó de ser una colección de canciones heterogéneas a un trabajo narrativo con un solo tema, en el que las canciones individuales se relacionan entre sí, unificadas por un tema, que puede ser instrumental, compositivo, narrativo o lírico".
Por otro lado, el historiador de la cultura popular Jim Cullen afirma que el álbum conceptual "a veces [erróneamente] se asume que es un producto de la era del rock", al igual que el escritor de The A.V. Club, Noel Murray, que argumenta que los LP de Sinatra de la década de 1950, como In the Wee Small Hours (de 1955), habían sido anteriormente pioneros de esta forma artística, con sus "canciones vinculadas temáticamente". De manera similar, Will Friedwald observa que Ray Charles también había lanzado álbumes temáticamente unificados a principios de la década de 1960 que lo convirtieron en un artista de LP importante en el rhythm and blues, alcanzando su punto máximo en 1962 con el exitoso Modern Sounds in Country and Western Music.
Según el historiador de la música Bill Martin, el lanzamiento en diciembre de 1965 de "Rubber Soul" fue el "punto de inflexión" para la música popular, ya que por primera vez "el" álbum ", en lugar de la canción, se convirtió en la unidad básica de la expresión artística. El escritor David Howard está de acuerdo, afirmando que "las apuestas del pop se habían elevado a la estratosfera gracias a Rubber Soul y que de repente, se trataba más de hacer un gran álbum sin temas de relleno que un gran sencillo". En enero de 1966, la revista "Billboard" se refirió a las ventas iniciales de "Rubber Soul" en los Estados Unidos (1,2 millones de copias en nueve días) como prueba de que los compradores de discos adolescentes gravitaban hacia el formato LP. Si bien estaba de acuerdo con la norma de la industria en el Reino Unido, la falta de un sencillo de éxito en "Rubber Soul" se sumó a la identidad del álbum en los Estados Unidos como una declaración artística autónoma.

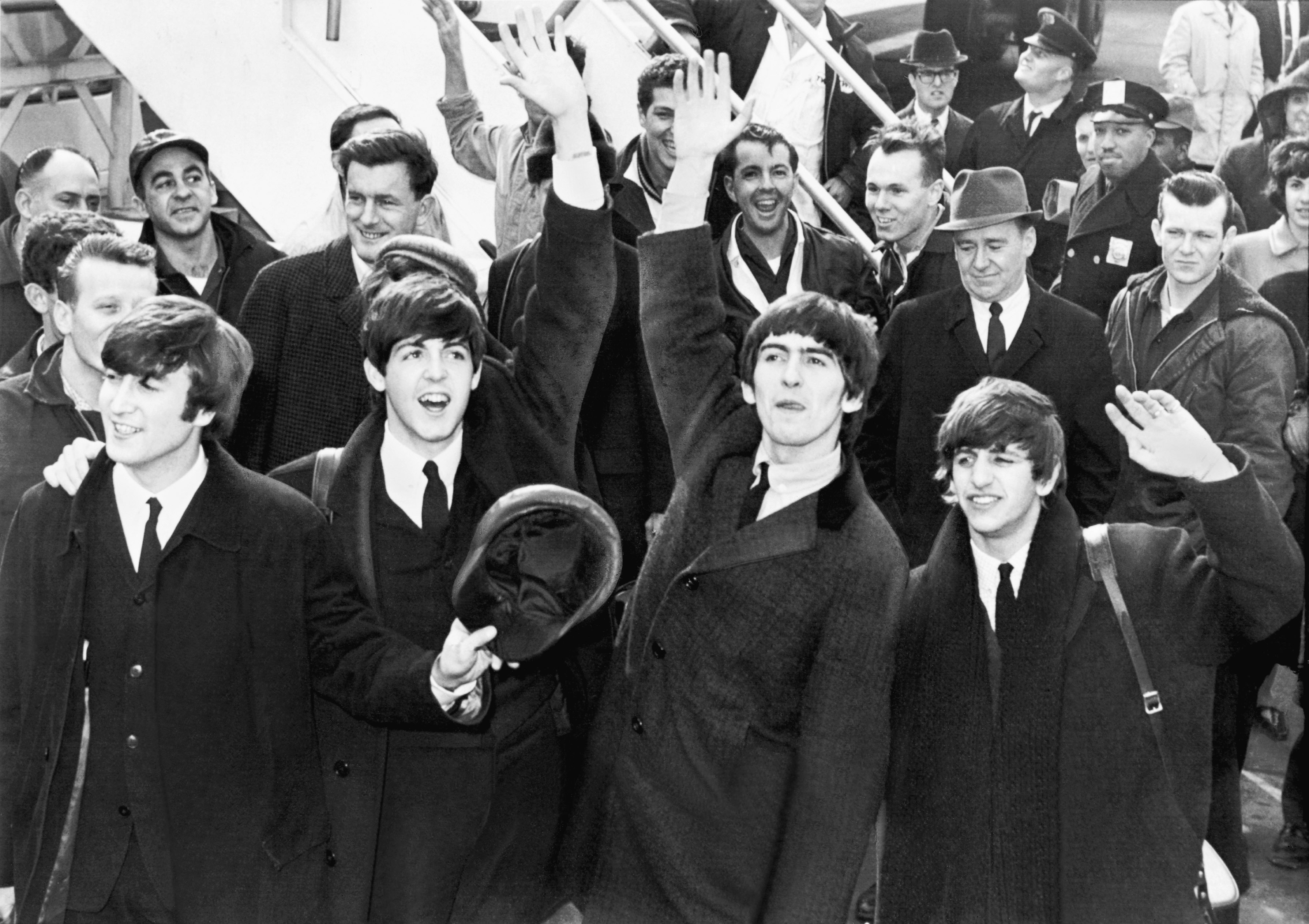
The Beatles (1964) han sido acreditados por los historiadores de la música por anunciar la era del álbum

Siguiendo el ejemplo de los Beatles, en 1966 se lanzaron varios álbumes de rock pensados como declaraciones artísticas, incluidos The Rolling Stones con Aftermath, The Beach Boys con Pet Sounds, Bob Dylan con Blonde on Blonde, o el propio Revolver de los Beatles , y The Who con A Quick One. El periodista musical Mat Snow cita estos cinco lanzamientos, junto con el LP de 1965 de Otis Redding Otis Blue/Otis Redding Sings Soul, como evidencia de que "la era de los álbumes estaba aquí, y aunque los singles de éxito aún importaban, ya no eran las declaraciones artísticas más importantes del pop." Según Jon Pareles, la industria de la música se benefició inmensamente y redefinió su identidad económica gracias a los músicos de rock de la época, que "empezaron a verse a sí mismos como algo más que proveedores de sencillos de éxito efímero".
En el caso de la industria musical británica, el éxito comercial de "Rubber Soul" y "Aftermath" frustraron los intentos de restablecer el mercado de los LP como dominio de los compradores de discos adultos con mayor poder adquisitivo. Desde principios de 1966, las compañías discográficas cesaron su política de promover artistas orientados a adultos, se centraron en el rock y adoptaron los álbumes de bajo presupuesto para sus artistas de menores ventas con el fin de satisfacer la creciente demanda de LP.
El editor asistente de la revista Rolling Stone, Andy Greene, identifica el álbum de los Beatles de 1967 Sgt. Pepper's Lonely Hearts Club Band como "el comienzo de la era del álbum", una referencia que Scott Plagenhoef de Pitchfork repite; Y añade que "fue el big bang de los álbumes".
Chuck Eddy se refiere a la "era de los grandes álbumes" comenzando con Sgt. Pepper's. Su lanzamiento en mayo de 1967 coincidió con el surgimiento del periodismo musical especializado en los Estados Unidos y la irrupción de intelectuales que buscaban que se consideraran los álbumes pop como obras culturales válidas. El historiador de la música Simon Philo escribe que, aparte del nivel de aclamación de la crítica que recibió, "el éxito [comercial] del disco marcó el comienzo de la era del álbum orientado al rock, remodelando radicalmente la forma en que la música pop funcionaba económicamente". Reforzando su ambición creativa, el Sargent Pepper's estaba empaquetada en una portada desplegable incluyendo una hoja con las letras, tipificando una tendencia por la que los músicos ahora encargaban a asociados del mundo del arte que diseñaran sus carátulas de LP y presentaban sus álbumes a la compañía discográfica para su lanzamiento. Greg Kot dijo que Sgt. Pepper's introdujo una plantilla tanto para producir rock orientado a álbumes como para consumirlo, "con los oyentes dejando de pasarse la noche poniendo una interminable serie de singles de tres minutos, sino perdiéndose en una sucesión de caras de álbumes de 20 minutos, realizando un viaje dirigido por el artista". Debido a su estética musical cohesiva, a menudo se considera un álbum conceptual.
| La era del álbum clásico comienza en esta época y canoniza la música de una manera muy diferente a cuando escuchas un sencillo. Y esa es una razón poderosa por la que la música sigue siendo tan resonante, porque el álbum es como una novela con música. Es la forma en la que compartimos la música con nuestros hijos y la forma en que se la mostramos y la forma en que la coleccionamos.—— Ann Powers (2017) |

Encabezado por Sgt. Pepper's, 1967 vio una mayor producción de álbumes de rock artísticamente innovadores y de renombre procedentes de escenas musicales florecientes tanto en los EE. UU. como en el Reino Unido. A menudo iban acompañados de sencillos populares e incluían éxitos como Between the Buttons de los Stones (con el sencillo de dos caras Ruby Tuesday/Let's Spend the Night Together), Disraeli Gears de Cream (con la canción más conocida de la banda, Sunshine of Your Love), y The Who Sell Out de The Who, que incluyó éxitos como I Can See For Miles  en el marco de un álbum conceptual que satiriza el comercialismo y la radio. Mientras tanto, el Purple Haze de Jimi Hendrix (1967) fue lanzado como el "single debut de la Era del Álbum Rock", según Dave Marsh. Danesi cita el álbum The Beatles de 1968 de los Beatles junto a Sgt. Pepper's como parte del surgimiento de la era. Shuker cita We're Only in It for the Money (1967) de los The Mothers of Invention y Arthur, or Decline of the British Empire (1969) de The Kinks como álbumes conceptuales posteriores, al tiempo que señala un subconjunto con la forma de la ópera rock, como S.F. Sorrow (1968) de The Pretty Things, y el álbum Tommy" (1969) de The Who.

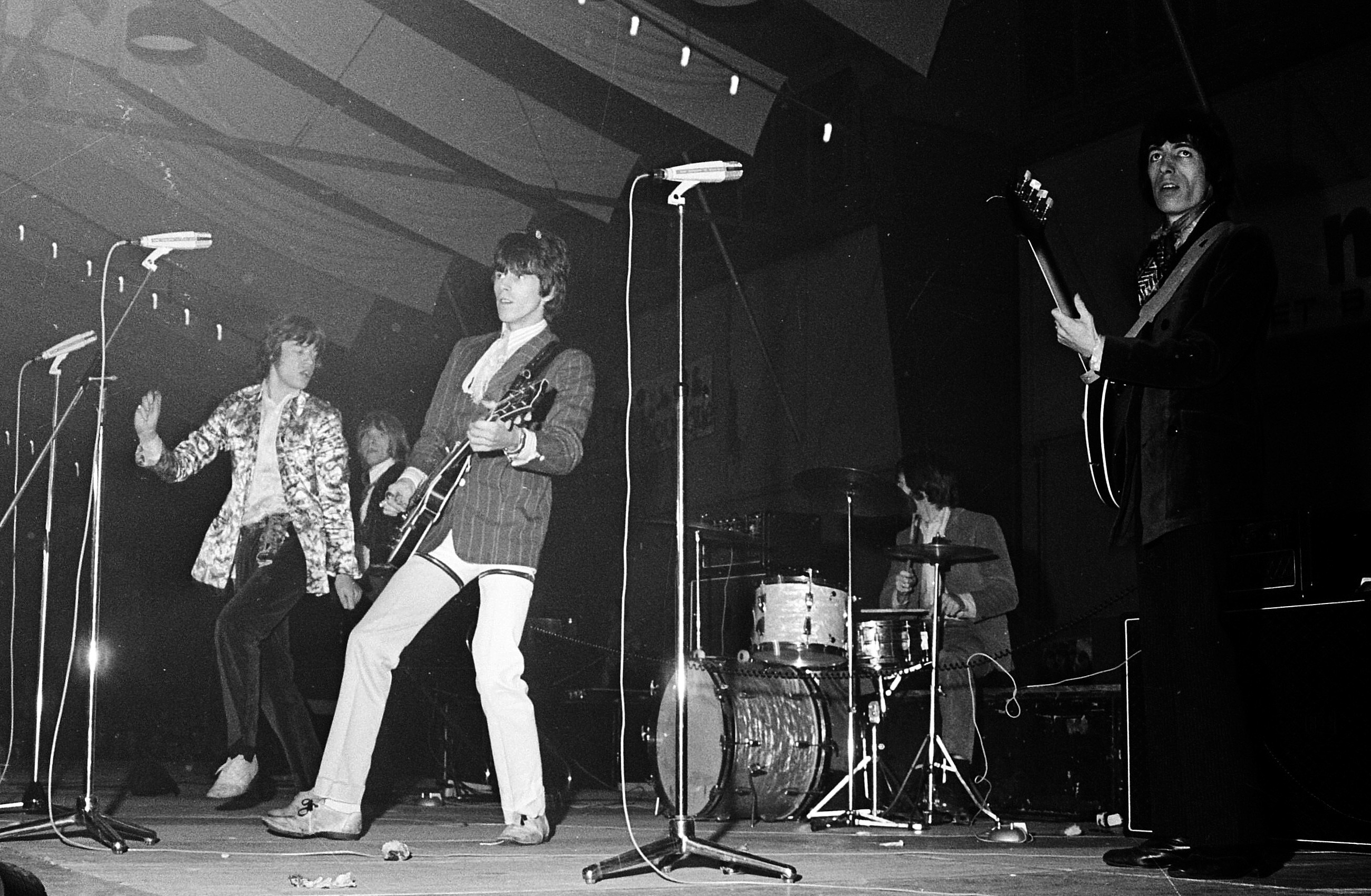
The Rolling Stones en 1967

Según Neil Strauss, la "era del álbum-rock" comenzó a finales de la década de 1960 y finalmente abarcó discos LP de artistas tanto del rock como no. Según Ron Wynn, el cantautor y multiinstrumentista Isaac Hayes ayudó a llevar el soul a "la era del álbum conceptual" con su producción de 1969 Hot Buttered Soul, que tuvo éxito comercial e introdujo estructuras y arreglos más experimentales en el género. También entre los cantantes de soul, Robert Christgau cita a Redding como uno de los "pocos artistas fiables en discos de larga duración" del género (siendo "Otis Blue" su "primer gran álbum"), y Aretha Franklin y su serie de cuatro LP clásicos para Atlantic Records, desde I Never Loved a Man the Way I Love You (1967), hasta Aretha now (1968), que según él estableció un "estándar estético" de "pasos rítmicos y canciones pegadizas". Christgau compara esta serie con las carreras igualmente "prolíficas" de los Beatles, los Stones y Dylan en la misma década, así como con las producciones posteriores de Al Green y Parliament-Funkadelic. Los cuatro álbumes de los Rolling Stones comenzaron a finales de la década de 1960 con Beggars Banquet (1968) y Let It Bleed (1969), y concluyeron con Sticky Fingers (1971) y Exile on Main St. (1972), un ciclo que también es muy apreciado, y que el historiador cultural Jack Hamilton calificó como "uno de los grandes picos creativos sostenidos de toda la música popular".

## Década de 1970: Edad de oro del LP

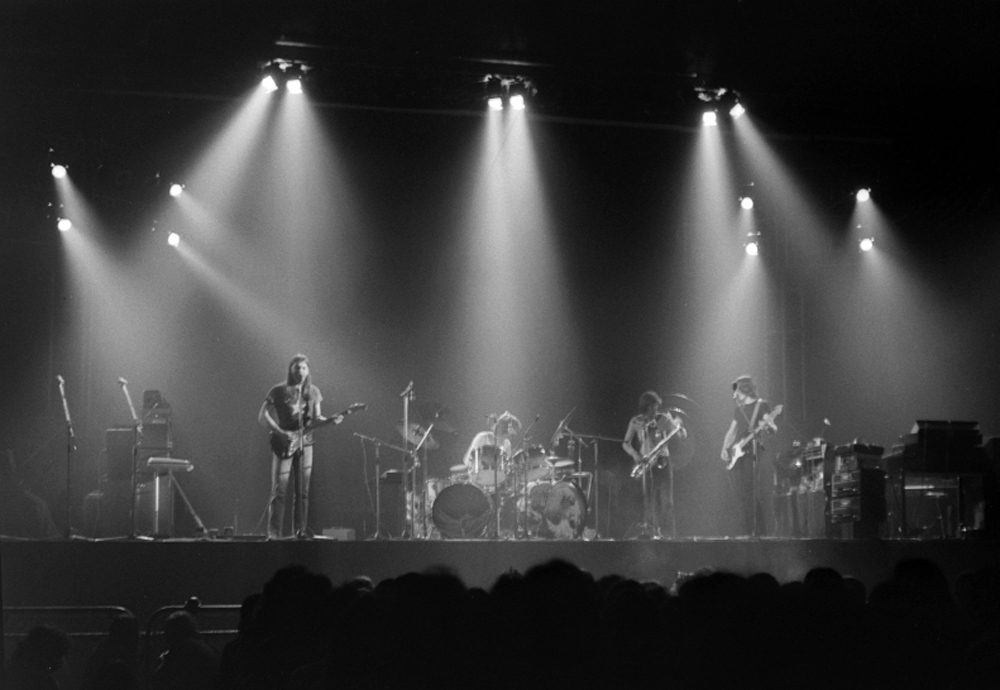
El grupo Pink Floyd (1973) interpretando The Dark Side of the Moon, un destacado éxito comercial de la época del LP

El período comprendido entre mediados de los sesenta y finales de los setenta fue la era del LP y la "era dorada" del álbum. Según When Albums Ruled the World de la BBC Four (2013), "Estos fueron los años en los que la industria de la música explotó para volverse más grande que Hollywood". "La era de los álbumes había introducido la noción del cantante de rock como un artista a quien vale la pena prestar atención durante más de la duración de una canción de éxito", observó Pareles más tarde. "Los artistas intérpretes o ejecutantes podían convertirse en presencias vívidas para sus seguidores incluso cuando no eran omnipresentes en el Top 40, y se formaron lealtades que continúan hasta la [década de 1990] ligadas a algunos artistas de las décadas de 1960 y 1970, desde los Kinks hasta Michael Jackson y Sting." Entre los que surgieron en la década de 1970 se encontraba Bruce Springsteen, a quien Powers llama "la estrella de rock por excelencia de la era de los álbumes por cómo se convirtió en el músico de largo recorrido con más fuerza en su carrera, tanto para establecer un mundo a través de sus canciones como para crear una personalidad duradera".
Los músicos de rock progresivo y soul utilizaron enfoques altamente conceptuales en sus álbumes de la década de 1970. Pink Floyd lanzó LPs temáticamente conceptuales e intrincadamente producidos que supusieron la reinvención de los estándares del rock para la década siguiente, en especial con su álbum de 1973 The Dark Side of the Moon. El músico-productor Brian Eno surgió a través de un trabajo prolífico que utilizó a fondo el formato con enfoques experimentales del rock progresivo, alcanzando su punto máximo en la era del álbum con sus grabaciones en solitario, así como con los LPs de Roxy Music, David Bowie, Talking Heads y U2.
Bajo el liderazgo de Berry Gordy en el sello de soul Motown, los cantautores Marvin Gaye y Stevie Wonder recibieron el control creativo para abordar sus álbumes con mayor seriedad, enmarcados dentro de lo que generalmente había sido un género centrado en un solo single, lo que llevó a que ambos lanzaran series de LPs innovadores. Por su novedoso trabajo, Gaye y Wonder fueron las pocas excepciones en lo que Marc Hogan de Pitchfork observa que se convertiría en un "canon relleno de rock" predominantemente de hombres blancos durante la era del álbum, que excluyó en gran medida los trabajos de mujeres y de afroamericanos en los Estados Unidos.

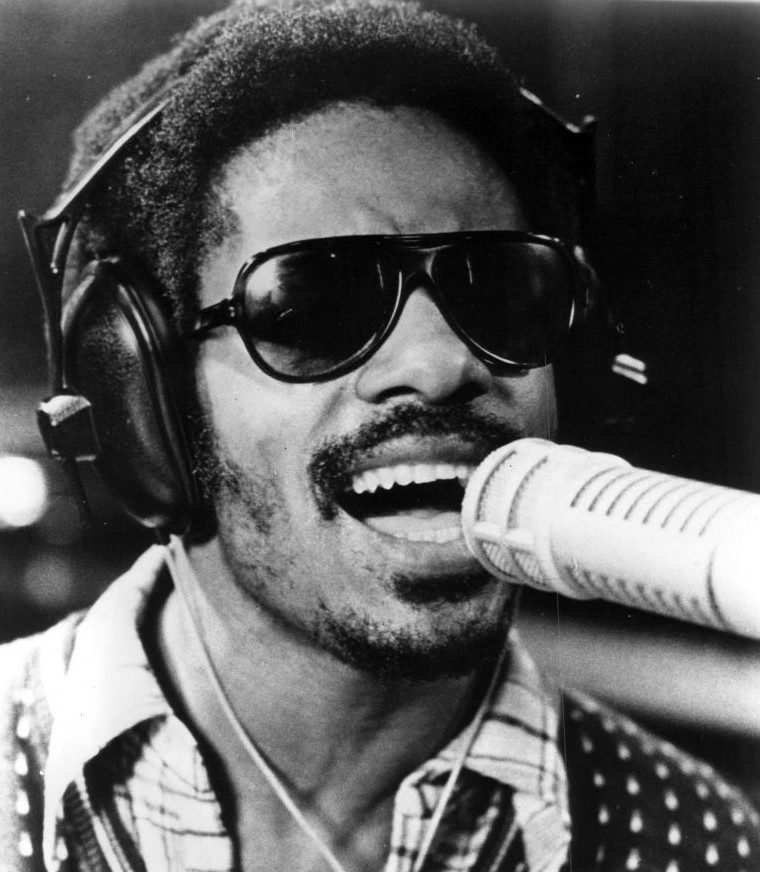
Stevie Wonder, entre los artistas más innovadores de la época

Según el escritor Eric Olsen, Pink Floyd era "la banda multiplatino más excéntrica y experimental de la era del rock de álbumes", mientras que el artista de reggae Bob Marley era "la única figura destacada de la época del rock que no era de Estados Unidos ni del Reino Unido". El LP Ladies of the Canyon (1970) de Joni Mitchell se considera comúnmente como uno de los discos más importantes de la era de los álbumes. Las producciones de Bob Ezrin (quien trabajó en los álbumes de los 70 de Alice Cooper y en el LP Destroyer(1976) de Kiss) también destacan en esta época. Como escribe el periodista musical James Campion: "La era de los álbumes de la década de 1970 se adaptaba perfectamente a su enfoque cinematográfico. Su formato, con sus dos caras, como si fueran los dos actos de un relato con un intermedio, permite tender un arco crucial en el desarrollo de la obra". Junto con el disco LP, el cartucho de 8 pistas fue otro formato popular en los EE. UU. en este período.
A partir de la estética del LP de la década de 1970, Campion identifica factores culturales y ambientales que, en su opinión, hicieron que el formato fuera ideal para los jóvenes durante la década. Describe el "ambiente solitario" ofrecido a los oyentes por el tocadiscos y los auriculares, que "los envolvió en un intrincado panorama estereofónico, sonidos atmosféricos y trucos vocales de múltiples capas". Warren Zanes considera la astuta secuenciación de las pistas del LP como "el arte menos reconocido de la era de los álbumes". La popularidad de las drogas recreativas y el estado de ánimo luminoso del momento proporcionó un campo más amplio para abordar experiencias auditivas más intensas, como señala Campion: "Esto mantuvo al oyente absorto en cada canción: cómo una fluía hacia la otra, mediante la conexión de su contenido lírico y la fusión de instrumentación".

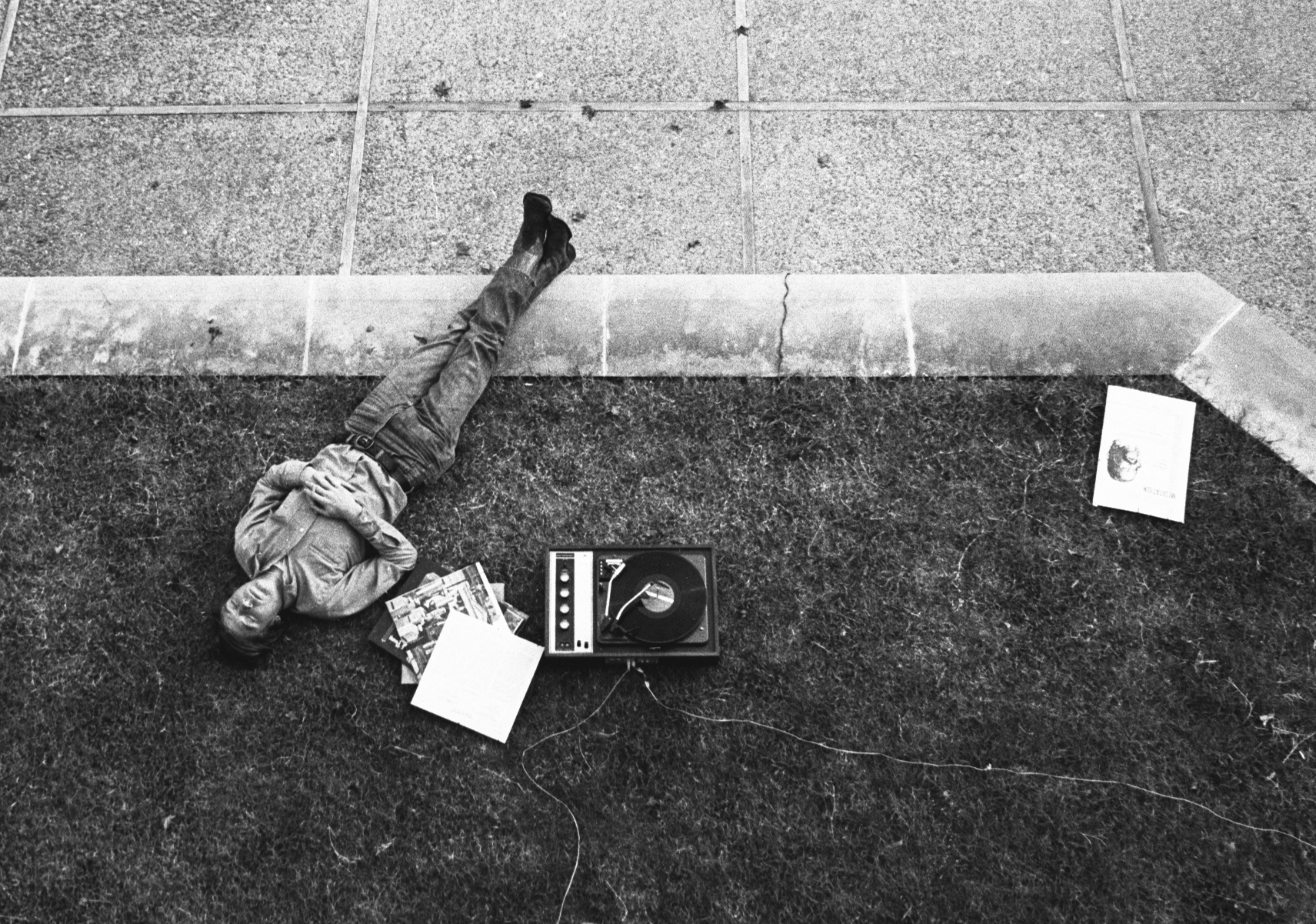
Un estudiante del Rhodes College escuchando el álbumYes en el campus de la universidad, hacia 1970

En comparación con las generaciones siguientes, Campion explica que las personas que crecieron en la década de 1970 encontraron un mayor valor en escuchar álbumes, en parte debido a su acceso limitado a cualquier otro aparato de entretenimiento doméstico: "Muchos de ellos no podían controlar la televisión familiar o incluso la radio de la cocina. Esto llevó a priorizar el dormitorio o la sala de arriba". Campion describe este escenario como una "cápsula de imaginación" para los oyentes de la época, que "encerrados dentro del paisaje de ensueño de los auriculares, estudiando cada rincón de la obra de arte de 12 pulgadas y profundizando en el subtexto lírico, ya sea de la forma prevista por el artista o no". Otras influencias culturales de la época también complementaron las experiencias auditivas, según Campion, quien cita las fantasías e imágenes de los géneros de terror y de la ciencia ficción de en los cómics, así como la publicidad, la propaganda y "la promesa americana de grandeza". En su análisis, Campion concluye: "Como si estuvieran sentados en su propio teatro de la mente ... eran participantes situados en el meandro lúdico de sus héroes del rock and roll". Añadiendo una observación más, Pareles señala que: "Las sucesivas canciones se convierten en una especie de narrativa, unida por la imagen y las fantasías del intérprete". Como "el afecto y la fascinación de los oyentes ... transferidos de una canción de éxito, o una serie de éxitos, al cantante", los artistas de grabación particularmente exitosos desarrollaron un "poder de permanencia" entre el público, según Pareles.
| Los juicios eran más simples en los primeros días del pop en parte porque el rock and roll fue diseñado para ser consumido en segmentos de tres minutos de "tómalo o déjalo". El auge del LP como forma (una "entidad artística", tal como se solía decir), ha complicado la manera en la que percibimos y recordamos lo que alguna vez fue la más evanescente de las artes. El álbum puede resultar un tótem de los 70: los formatos más breves estaban regresando al final de la década. Pero para los años 70 seguirá siendo la unidad musical básica.—— Christgau's Record Guide: Rock Albums of the Seventies (1981) |

Según Hogan, con Sgt. Pepper's habiendo proporcionado el ímpetu, la idea de un "álbum conceptual" se convirtió en una herramienta de mercadotecnia en la década de 1970, ya que "no faltaron bandas que usaron la pretensión de estar produciendo 'arte' para vender decenas de millones de discos". Citando álbumes de gran éxito como The Dark Side of the Moon por liderar la tendencia, Hogan dice que "las ventas de discos se dispararon" hasta mediados de la década de 1970. En 1974, "las ventas en dólares de discos y cintas en los Estados Unidos alcanzaron un máximo histórico de 2200 millones de dólares", según la World Book Encyclopedia, y las grabaciones de pop y rock representaron dos tercios de todas las ventas de música grabada. Sin embargo, el libro atribuye esto en parte a un aumento en los precios récord durante el año, mientras que estima que el número real de ventas de LP había disminuido de 280 millones a 276 millones de copias y observa un aumento en las ventas de cintas de 108 millones a 114 millones. A medida que las compañías discográficas concentraron sus esfuerzos en el pop y el rock, los lanzamientos de otros géneros como la música clásica, el jazz y la música ligera fueron marginados del mercado. Muchos artistas de jazz durante este período grabaron LP de crossover con canciones populares para aumentar sus ventas de discos.
Hacia 1977, las ventas de álbumes habían comenzado a "marcar a la baja", según Hogan. Pareles atribuye este declive al desarrollo del punk y de la música disco a finales de la década de 1970: "El punk volvió a centrarse en la canción corta y ruidosa. Y la música disco se concentró en el momento físico en el que una canción hace que un cuerpo se mueva". Christgau dijo de manera similar: la estética de los singles comenzó a reafirmarse con el disco y el punk", lo que sugiere que esto puso fin a la "Era del álbum de altos vuelos". En un análisis diferente, el historiador Matthew Restall observó en este período actos populares que luchaban por mantener el alto nivel de éxito otorgado a sus álbumes anteriores. Citando las decepcionantes recepciones de Blue Moves (1976) de Elton John y de Tusk (1979) de Fleetwood Mac, Restall dijo: "[Estos] son ejemplos dramáticos de cómo los artistas discográficos de la era de los grandes álbumes ... presenciaron el fin de un horizonte de expectativas".

## Década de 1980 a 1990: competencia de formatos y tácticas de mercadotecnia
La caída de las ventas de discos LP a finales de la década de 1970 marcó el final de la "edad de oro" impulsada por los LP, cuando la industria de la música se enfrentó a la competencia propiciada por el resurgimiento comercial de la industria cinematográfica y por la creciente popularidad de los videojuegos. El éxito de la programación de los videoclips de la cadena MTV también volvió a enfatizar el formato único en la década de 1980 y principios de la de 1990. Según Pareles, pronto se hizo evidente que, "después de la era del álbum-rock de la década de 1970, la MTV contribuyó a que el exitoso sencillo volviera a predominar como herramienta del marketing pop" e influyó en los hábitos de consumo de los compradores de discos hacia "éxitos desechables".

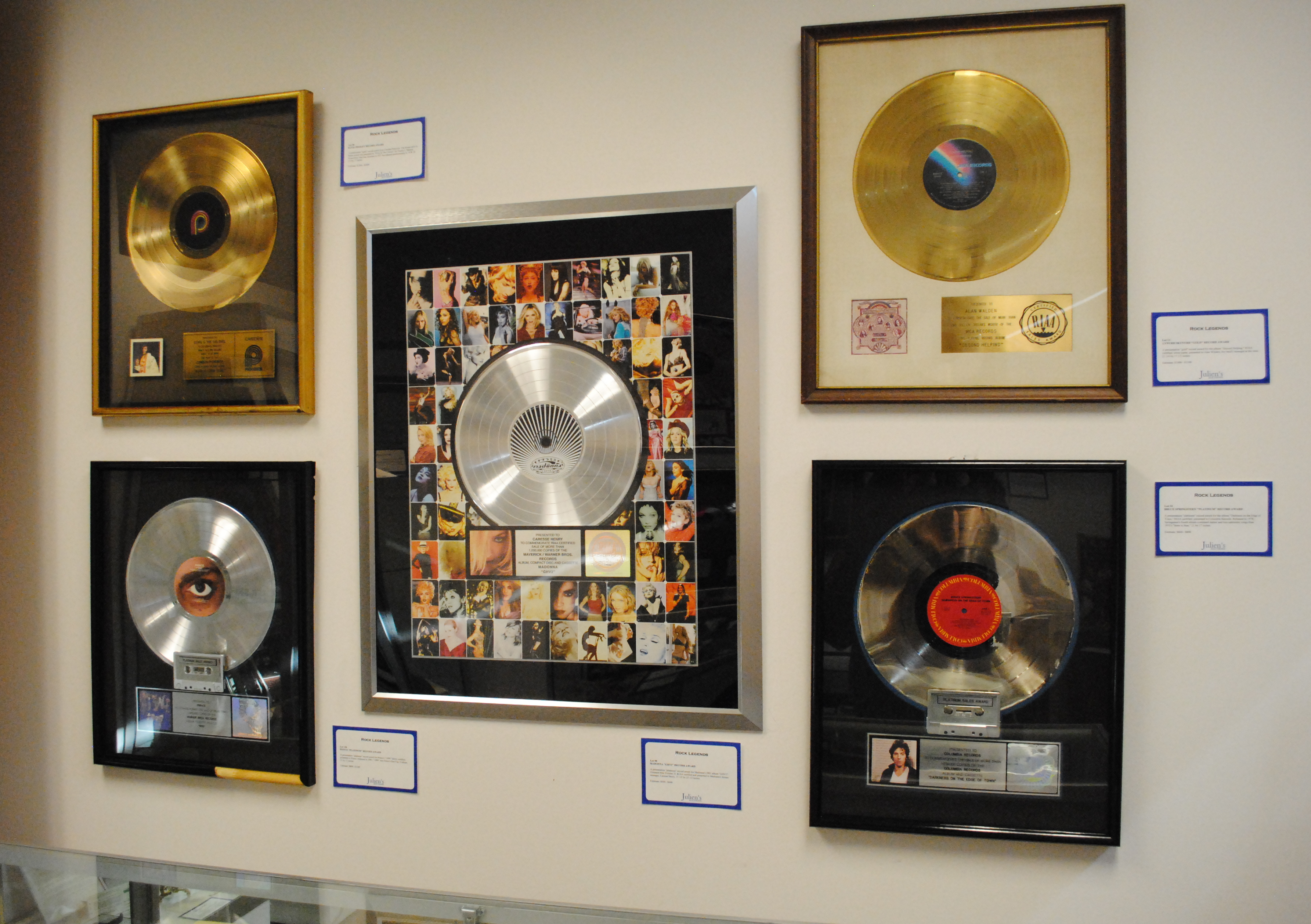
Álbumes de Platino de Elvis Presley, Prince, Madonna, Lynyrd Skynyrd, y Bruce Springsteen, en el Julien's Auctions

Estrellas del pop de la década de 1980, como Michael Jackson y Madonna, pudieron despertar el interés en sus álbumes lanzando un sencillo o un video musical en la MTV. Esto llevó al desarrollo del lanzamiento del álbum moderno, destinado a impulsar su comercialización durante un período de tiempo prolongado, que va desde muchas semanas y meses hasta más de un año. "Con el tiempo, se convirtió en una lista de verificación tácita (y, finalmente, incluida en el presupuesto) para lanzar un álbum pop de un sello importante", escribe el periodista de Vulture Justin Curto, quien cita elementos de este modelo para ser un líder en las listas de ventas: un video musical que llame la atención, cobertura de prensa, mercancía novedosa y el anuncio de un gira musical de apoyo. Dependiendo de medios como la MTV, que emitía exclusivamente canciones de éxito, las compañías discográficas ejercían más presión sobre sus artistas para lograr el éxito comercial y la comercialización instantáneos. "Las décadas de 1980 y 1990 llevaron las ventas de discos a nuevas cimas, mientras que los propios artistas tendían a brillar rutilantemente y a agotarse rápidamente", como relata Pareles.
A principios de la década de 1980, los críticos inicialmente lucharon por reconciliar el auge de los sencillos punk con su concepción del canon jerárquico del LP. Sin embargo, London Calling (1979) de The Clash y otros LP de punk pronto ganaron reconocimiento en las clasificaciones de los mejores álbumes. A medida que siguió la década, Prince, Kate Bush y Public Enemy surgieron como más excepciones en el canon predominantemente masculino blanco y orientado al rock de la era de los álbumes. Los artistas de hip hop también lograron una estatura crítica correspondiente a través de una serie de álbumes exitosos a finales de la década. A partir del lanzamiento en mayo de 1986 de Raising Hell de Run-D.M.C., que vendió más de tres millones de copias, se sucedieron Licensed to Ill (1986) de los Beastie Boys, Criminal Minded (1987) de Boogie Down Productions, Yo! Bum Rush The Show (1987) también de Public Enemy, y Paid in Full (1987) de Eric B. & Rakim. Según el escritor de Townsquare Media, Todd "Stereo" Williams, esto inició la "edad de oro del hip hop", así como la propia "era de los álbumes" del género desde finales de los 80 hasta finales de los 90, época durante la cual "los álbumes de hip-hop serían la vara de medir con la que la mayoría de los grandes del género serían juzgados". En respuesta al rápido desarrollo de las tendencias en estas últimas décadas de la era de los álbumes, los géneros y formatos a menudo fueron renombrados o reagrupados, como la categorización de la música "pop rock" anterior en el formato del "rock clásico".

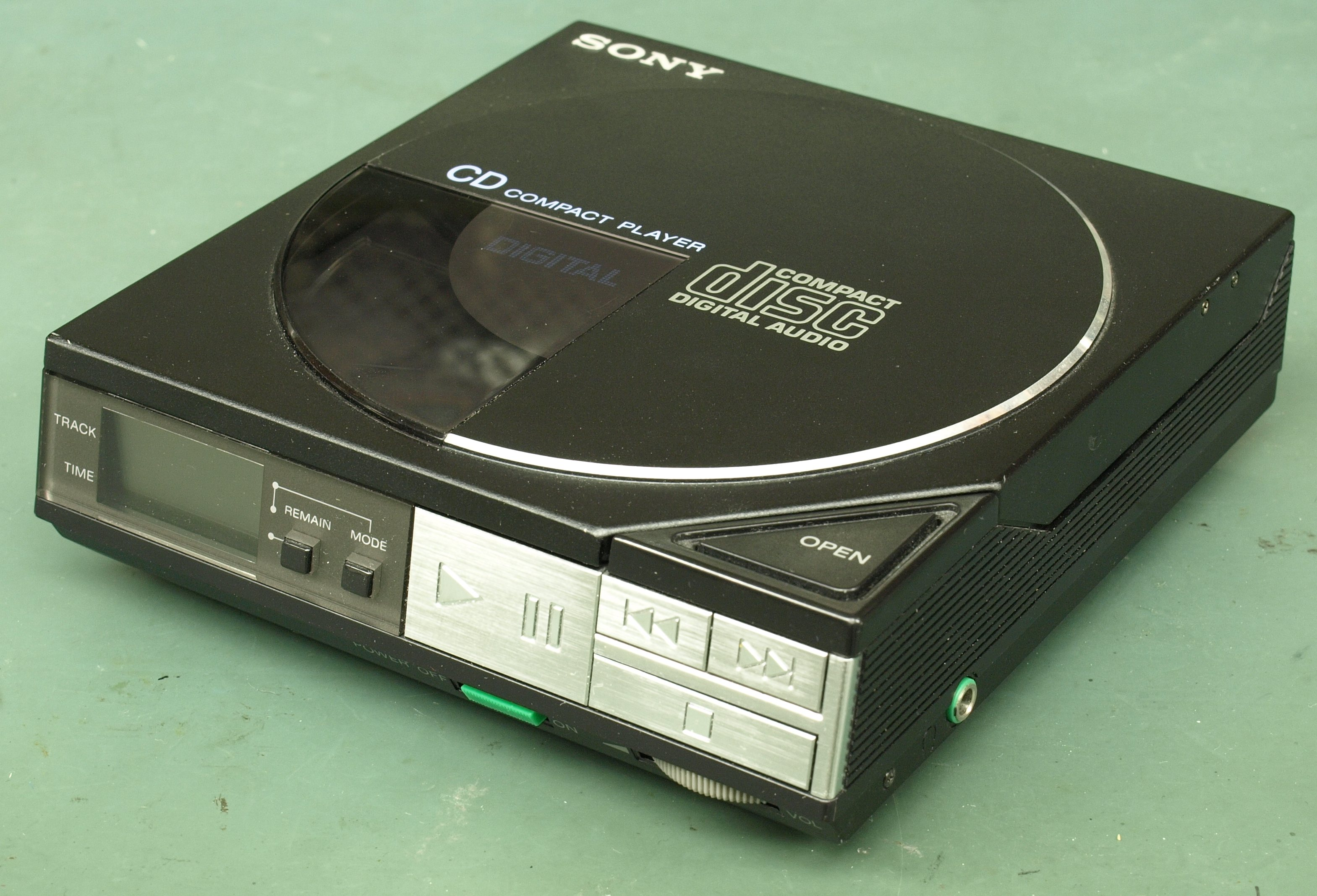
El Discman, un reproductor de CD portátil lanzado en 1984, que supuso el comienzo del declive del LP

Durante la década de 1980, el formato de álbum consolidó su dominio del mercado de la música grabada, reforzado con la aparición del casete. Según el columnista de PC Magazine John C. Dvorak, "la era de los álbumes había dado lugar a demasiados álbumes con solo una buena canción en cada uno de ellos, por lo que los casetes permiten a los usuarios hacer sus propias selecciones", una tendencia acelerada por la introducción del Walkman en 1979. La introducción del CD, junto con el reproductor portátil Discman en 1984, inició el desplazamiento de los LP en la década de 1980 como formato de álbum estándar para la industria de la música. Según Hogan, "la difusión de casetes y CD en los años 80 supuso el declive del álbum, que además vio amenazada su condición de obra unitaria con las cintas caseras y un fácil acceso a las canciones más deseadas". En 1987, la industria de la música experimentó su año más rentable debido a la creciente popularidad del CD, destacada por éxitos de marketing como los de Michael Jackson, U2, Bruce Springsteen, Prince, Paul Simon, Whitney Houston, Sting, Bon Jovi y Def Leppard, con estos dos últimos representando el "boom" del glam metal en la industria. Si bien las ventas netas unitarias en realidad habían disminuido, Christgau informó en septiembre de 1987 que los CD estaban superando los precios de los discos LP y que los casetes se vendían más que estos últimos, aunque el casete también sería finalmente desplazado por el CD. En 1988, respondiendo a los desarrollos de la década, el sociomusicólogo Simon Frith predijo un final inminente de "la era discográfica" y quizás de "la música pop tal como la conocemos".
En la transición a los CD, los álbumes bien considerados del pasado fueron reeditados en el nuevo formato por sus sellos discográficos originales, o por el sello al que se había transferido la propiedad del álbum en caso de cierre del sello original. En 1987, la reedición del catálogo de estudio completo de los Beatles fue especialmente popular entre los consumidores de la generación "baby boomer", que también eran el público objetivo de dos películas de rock clásico: el tributo a Chuck Berry Hail! Hail! Rock 'n' Roll y la película biográfica de Ritchie Valens La Bamba (con su banda sonora de acompañamiento). Así mismo, compilaciones de Elvis Presley conmemoraban el décimo aniversario de su muerte. Sin embargo, muchas obras antiguas se pasaron por alto para su publicación digital "debido a problemas legales y contractuales, así como a simples criterios de elección", explica Strauss. En cambio, estos discos a menudo se redescubrieron y recopilaron a través de las prácticas del coleccionismo de discos de los productores de hip hop norteamericanos, que buscaban sonidos raros para realizar mezclas con sus propias grabaciones. En su relato sobre los excavadores de cajas del hip hop de la década de 1980, la teórica de los medios y la cultura Elodie A. Roy escribe: "Mientras seguían las tiendas de segunda mano y los mercadillos (destino de ejemplares excedentes no deseados generados por una industria capitalista), los excavadores estaban destinados a encontrar los materiales sonoros contenidos en los principales discos LP producidos en masa que habían caído en desgracia al quedar pasados de moda. Los utilizaron principalmente como materia prima, buscando crear ritmos a partir de ellos". Este desarrollo también contribuyó al fenómeno del "coleccionista popular", que el erudito de la cultura material Paul Martin describe como aquel aficionado que generalmente está interesado en artículos "obtenibles, asequibles y atractivos", como lanzamientos de música, y artículos de producción en masa.

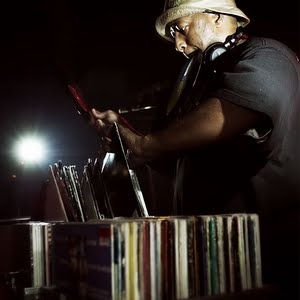
A medida que los LP cayeron en desgracia con respecto a los CD, los productores de hip hop los reutilizaron como fuente de sus mezclas sonoras, lo que contribuyó al desarrollo del coleccionismo de discos

Según Pareles, después de que "la canción individual regresara como la unidad del pop" durante la década de 1980, las compañías discográficas a finales de la década comenzaron a abstenerse de lanzar sencillos exitosos como una forma de presionar a los consumidores para que compraran el álbum en el que aparecía el sencillo. Durante este período, las ventas de sencillos de vinilo de siete pulgadas estaban cayendo y casi fueron completamente desplazadas por el casete sencillo, que no llegó a venderse tan bien como los álbumes. La producción de álbumes proliferó en la década de 1990, y Christgau estima que aproximadamente se lanzaron unos 35.000 álbumes al año en todo el mundo durante la década. En 1991, el álbum de Nirvana Nevermind fue lanzado con elogios de la crítica y vendió más de 30 millones de copias en todo el mundo, lo que llevó a un auge del rock alternativo en la industria de la música. Un boom simultáneo del country, liderado por Garth Brooks y Shania Twain culminó con más de 75 millones de álbumes country vendidos en 1994 y 1995, momento en el que el mercado del rap también estaba aumentando rápidamente, particularmente a través del éxito de controvertidos grupos de gangsta rap como Dr. Dre y Snoop Dogg. Mientras tanto, la venta al consumidor de formatos de una sola canción era casi inexistente, al menos en los EE. UU., y en 1998, Billboard acabó con el requisito de las ventas físicas de una canción en solitario para ser incluida en su lista de singles Hot 100, después de que varios de los principales éxitos del año no fueran lanzados a la venta como discos sencillos. En 1999, la industria de la música en su conjunto alcanzó un pico comercial de 15.000 millones de dólares en ingresos por ventas de discos, principalmente de CD.
"Nevermind" de Nirvana es citado por Eddy como aproximadamente el final de la "era de los grandes álbumes", aunque Strauss escribió en 1995 que la "era del álbum-rock" todavía estaba vigente. Como otro "punto final", Hogan afirma que los críticos a menudo han señalado al álbum de 1997 de música electrónica OK Computer del grupo Radiohead, un trabajo que progresó en los límites de la música rock mientras lograba un doble nivel de éxito entre crítica y público inalcanzable por cualquier otro trabajo basado en temas de guitarra de las décadas siguientes. Kot, mientras tanto, observó una disminución en la integridad en la relación entre la industria y los artistas. Sugirió que los consumidores habían sido explotados durante el decenio de 1990 al aumentar los precios de los álbumes en CD, que eran menos costosos de producir que los discos de vinilo, y tenían tiempos de ejecución más prolongados con música de calidad considerablemente inferior. Si bien reconoció que algunas producciones aún intentaron respetar los ideales iniciales de la era del álbum, señaló que la mayoría había renunciado a sus responsabilidades como artistas y narradores y había adoptado prácticas de grabación indulgentes para beneficiarse del boom de los CD.

## Década de 2000: declive en la era digital, cambio hacia el pop y la música urbana

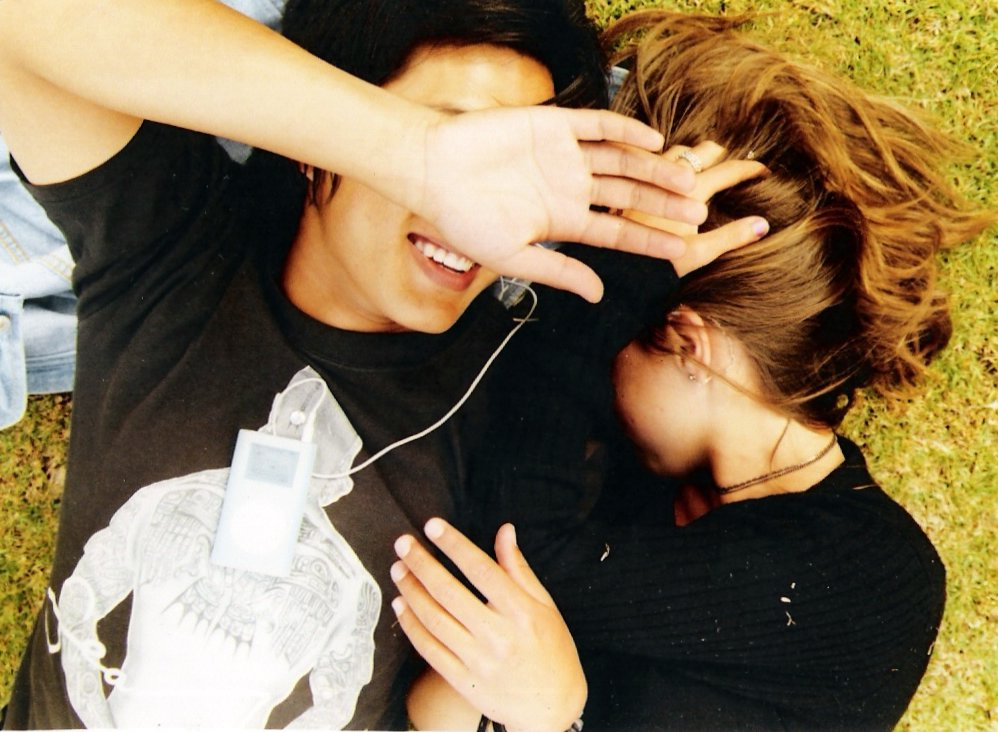
Una joven pareja escuchando música en un iPod mini, 2006

A principios de la década de 2000, Kot publicó un falso obituario para el formato LP 331⁄3 rpm en el Chicago Tribune, en el que argumentaba que el LP había "quedado obsoleto por las descargas de MP3, bandas sonoras de películas y reproductores de CD, sin mencionar los videojuegos, la televisión por cable, Internet y la explosión mundial de los medios de comunicación que se aprovechan de la capacidad de atención de los que solían ser conocidos como compradores de álbumes". En 1999, el servicio de Internet Napster (ideado para compartir archivos en línea) permitió a los usuarios descargar fácilmente canciones individuales en formato MP3, que habían sido volcadas desde los archivos digitales originales contenidos en los CD. En medio del ascenso de Napster en 2000, David Bowie predijo en una entrevista que la era de los álbumes terminaría con la ineludible adopción de los archivos de música digital por parte de la industria de la música. A principios de 2001, el uso de Napster alcanzó su punto máximo con 26,4 millones de usuarios en todo el mundo. Aunque Napster se cerró más tarde ese año por violaciones de derechos de autor, varios otros servicios de descarga de música tomaron su lugar.
En 2001, se introdujo el servicio iTunes de Apple, y el iPod (un reproductor de MP3 amigable para el consumidor) se lanzó poco después ese mismo año, al que pronto se unirán alternativas legales similares. Esto, junto con un aumento continuo en el intercambio ilícito de archivos, llevó a una fuerte caída en las ventas de música grabada en formatos físicos durante los tres años siguientes. Las ventas se recuperaron brevemente a fines de 2004, cuando la industria registró aproximadamente 667 millones de álbumes vendidos, liderados por los 8 millones de copias del álbum Confessions de Usher, cuyo éxito ejemplificó el dominio comercial del pop urbano en la década. Eminem y 50 Cent se encontraban entre los éxitos de las principales discográficas del boom del rap que había continuado desde la década anterior. Confessions y The Eminem Show (2002) de Eminem, serían certificados discos de diamante por la Recording Industry Association of America, alcanzando los 10 millones de copias vendidas cada uno a finales de la década.

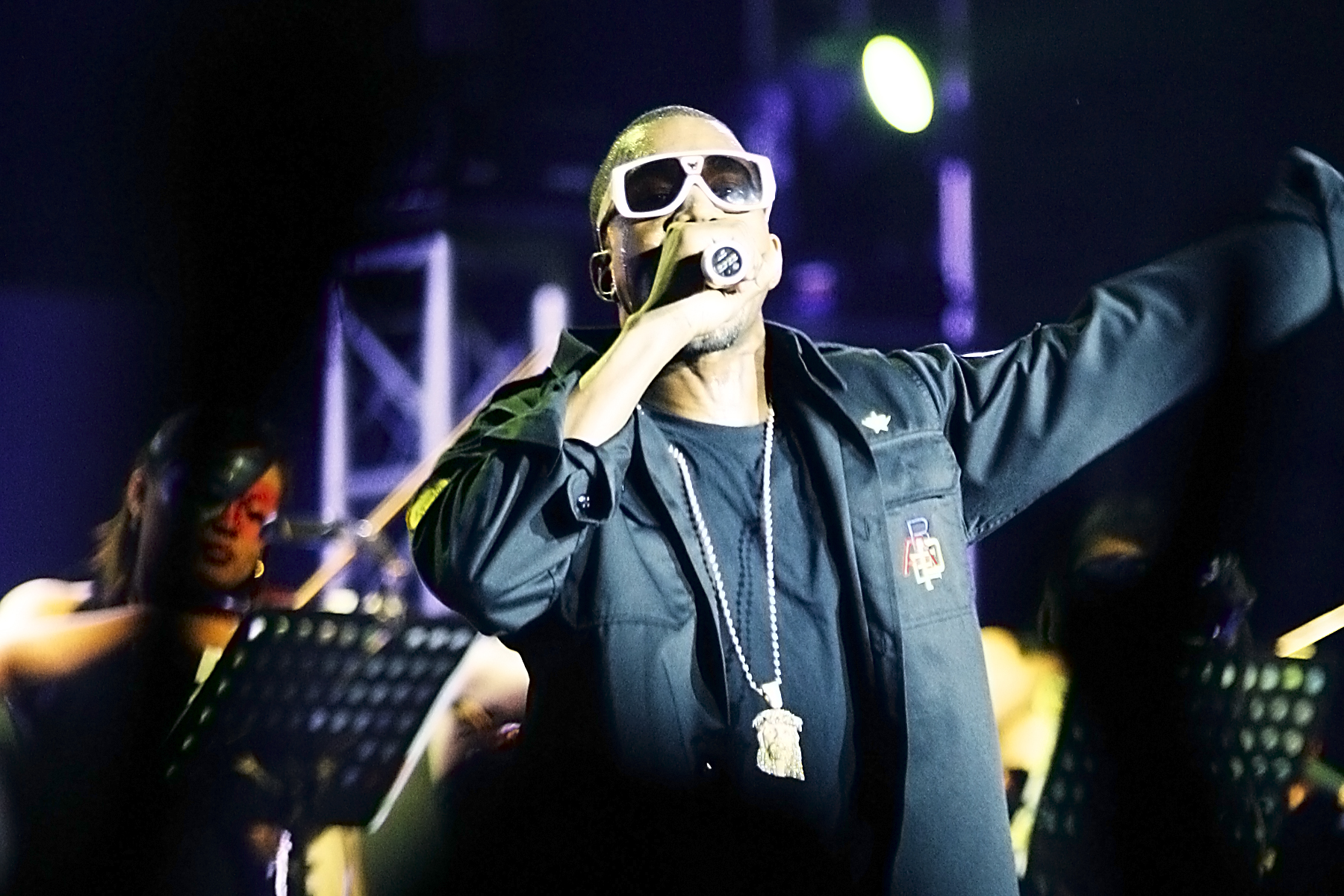
Kanye West (2007) surgió durante la década como un importante artista y productor de álbumes de hip-hop

Los discos más innovadores y culturalmente relevantes también se estaban produciendo en los géneros urbanos de R&B, hip hop y pop, incluidos álbumes de Kanye West y D'Angelo, así como las producciones de Timbaland y The Neptunes. Para los críticos, estos trabajos se convirtieron en otra forma de los discos art pop de larga duración que habían definido la era del álbum con una tradición basada en la guitarra rock, que se complicó aún más por la aclamación canónica otorgada al álbum electrónico post-rock de Radiohead Kid A (2000). Al no igualar las ventas históricas de OK Computer, los álbumes de rock más aclamados de principios de la década de 2000 a menudo revisaban sonidos más antiguos, como con Is This It (2001) de The Strokes, The White Stripes de White Blood Cells (2001) y Turn On the Bright Lights (2002) de Interpol, o simplemente carecía del amplio presupuesto de producción y marketing de Radiohead, como en el caso del álbum Funeral (2004) de Arcade Fire. Estos desarrollos llevaron a la disminución del prestigio comercial y cultural del rock y al cambio de paradigma crítico del rockismo al poptimismo en los años siguientes.
Mientras tanto, la capacidad de la industria de la música para vender álbumes aún enfrenta amenazas de piratería y medios competidores, como DVD, videojuegos y descargas de una sola canción. Según los datos de Nielsen SoundScan para 2004, las pistas digitales habían vendido más de 140 millones de copias a alrededor de 99 centavos cada una de proveedores en línea como iTunes, lo que indicaba que los consumidores preferían descargar canciones individuales que un álbum completo de mayor precio. En 2006, las ventas de CD fueron superadas en número por primera vez por las descargas individuales, con los consumidores de música digital comprando singles muy por encima de álbumes, en una proporción de 19 a 1. Para 2009, las ventas de álbumes se habían reducido a más de la mitad desde 1999, pasando la facturación de la industria de 14.600 a 6300 millones de dólares. También en este momento, el "dance pop" había tenido éxito en la música urbana como el género dominante en las listas de radio, con artistas pop como Rihanna emergiendo durante este período, que basaron sus carreras en sencillos digitales en lugar de ventas de álbumes. Los artistas veteranos de rock como U2 prosperaron durante la caída de las ventas de álbumes mejor que los artistas más jóvenes, debido a un público fiel que aún mantenía un apego al formato. "Hijos de la era del álbum como eran, U2 nunca dejaría de considerar el álbum como la declaración central de su creatividad", a pesar de las ventas cada vez más bajas, dice Mat Snow, señalando que los espectáculos en vivo se convirtieron en su mayor fuente de ingresos.

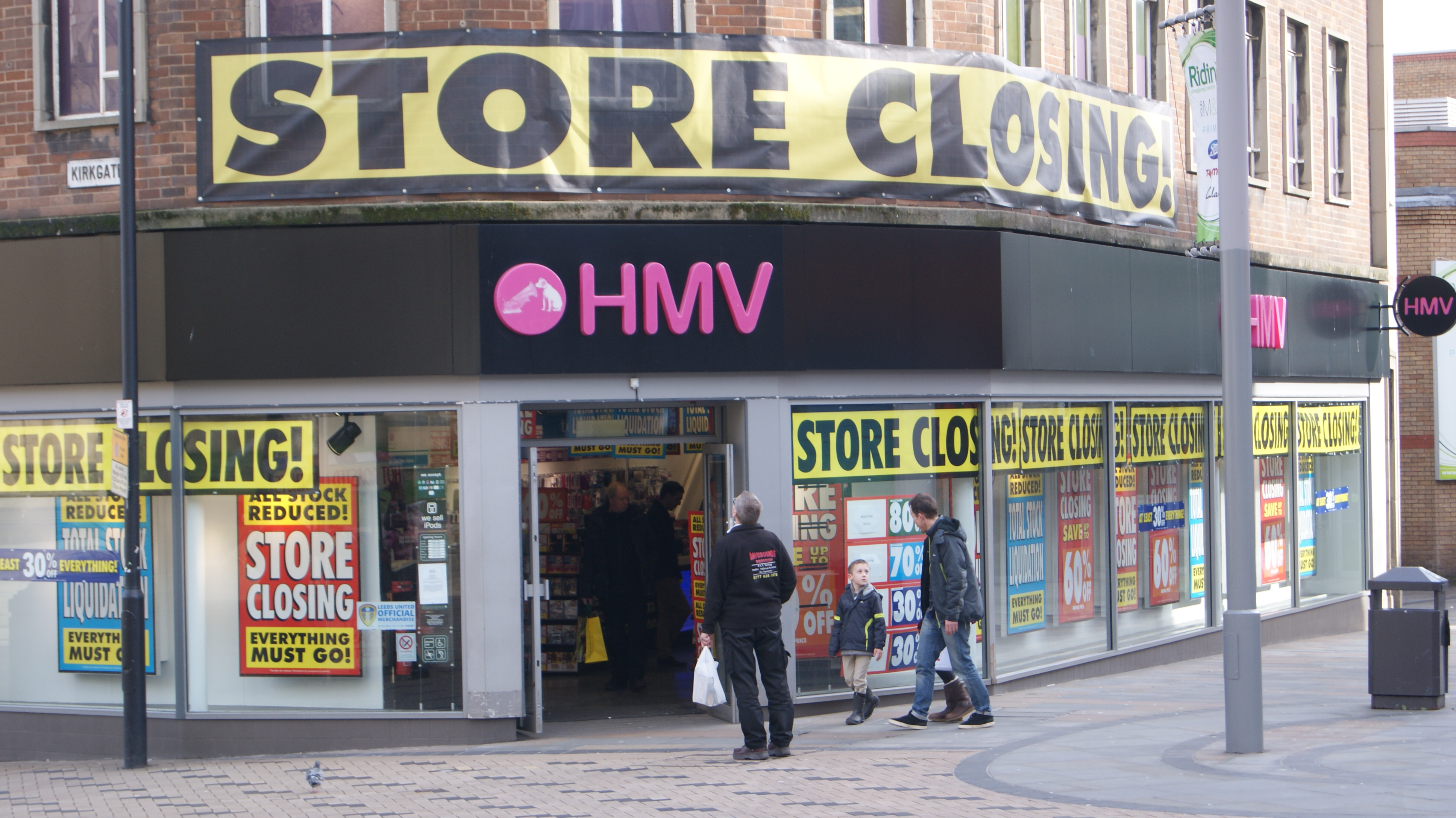
La tienda de discos HMV de Wakefield, Inglaterra, durante su cierre en 2013

Con el auge de los medios digitales en la década de 2000, el "coleccionista popular" de álbumes físicos había pasado a ser un coleccionista "digital" y "electrónico". De estos coleccionistas, Roy dice que se puede argumentar que "no están equipados con suficientes conocimientos o herramientas de archivo para preservar su colección a largo plazo", citando la vulnerable vida útil de los archivos digitales. Al mismo tiempo, la desaparición de las tiendas de música físicas permitió que los sitios web surgieran como dominios para la recopilación de álbumes, incluida la base de datos de revisión de música Allmusic, el servicio de transmisión Spotify y Discogs, que comenzó como una base de datos de música antes de convertirse en un mercado en línea para la música física.
La frase "muerte del álbum" se utilizó en los medios de comunicación durante el declive, atribuyéndola generalmente a la tendencia a compartir y descargar música en Internet, y a las expectativas cambiantes de los oyentes de música. El director de operaciones de Capitol Records, Jeff Kempler, dijo en 2007 que cada vez menos artistas seguirán campañas orientadas a álbumes, mientras que el investigador de medios Aram Sinnreich predijo sin rodeos la muerte del álbum con los consumidores escuchando listas de reproducción en sus reproductores MP3. En una entrevista varios años después, Lee Phillips (del bufete de abogados de California "Manatt, Phelps & Phillips"), creía que la era del álbum había terminado y culpó a las compañías discográficas por no reconocer la inevitabilidad de los servicios en línea como el medio favorito de distribución de música, y por no trabajar con Napster en una solución al problema.

## Década de 2010 hasta el presente: era posterior al álbum y la era del streaming

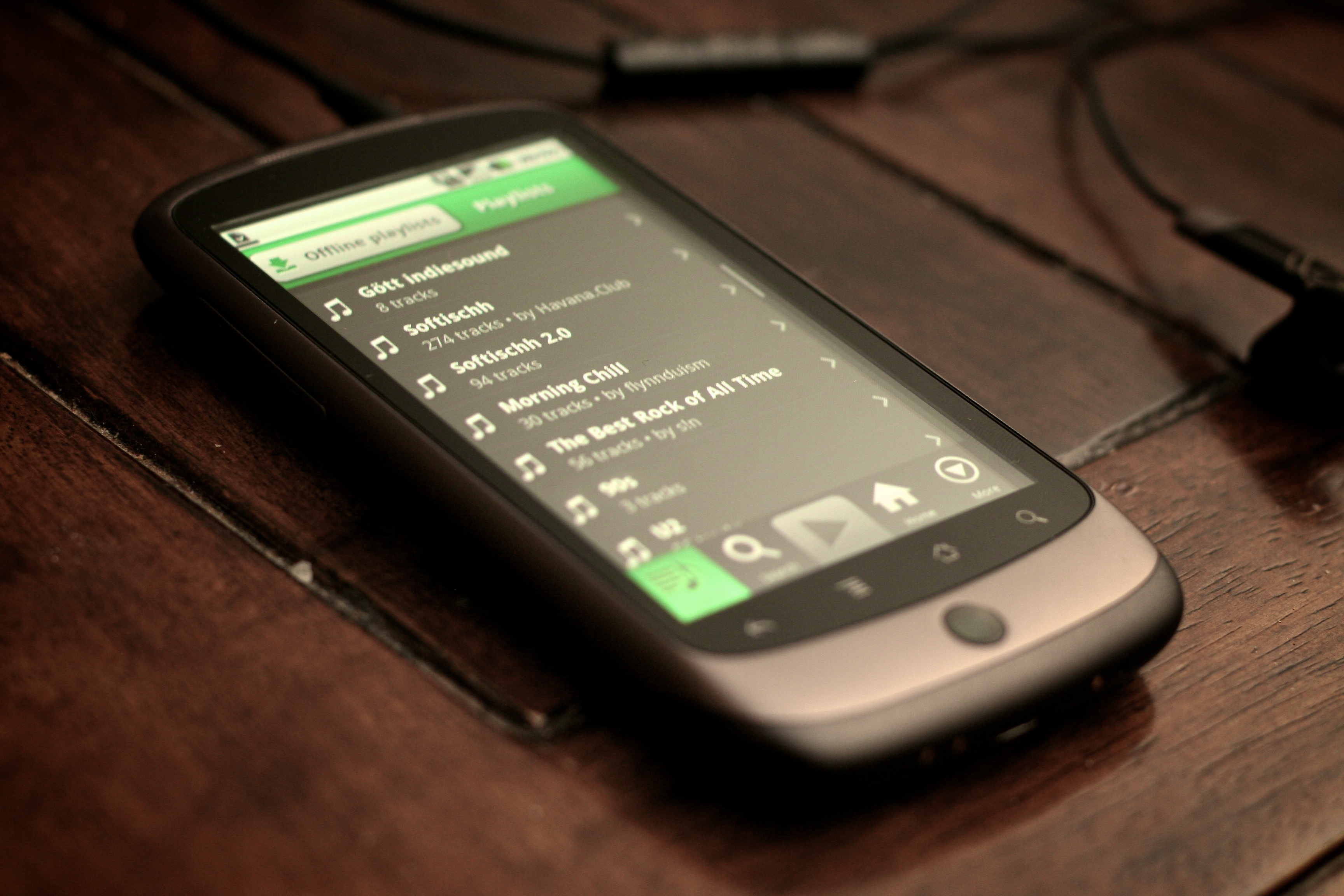
Un teléfono inteligente que muestra listas de reproducción en Spotify, 2010. El servicio en línea se convirtió en una plataforma dominante y redefinida para el consumo de música a lo largo de la década

Personas cercanas a la industria de la música y escritores en la década de 2010, como Jon Caramanica y Kevin Whitehead, han descrito este período en la historia del álbum como la "era posterior al álbum".
En la década, los sellos discográficos generalmente invirtieron en plataformas de transmisión como Spotify y Pandora, con estrategias centradas en listas de reproducción seleccionadas y pistas individuales en lugar de álbumes. Spotify, en particular, se convirtió en una plataforma dominante para el consumo de música durante la década de 2010. En unas declaraciones posteriores a la década para Deseret News, Court Mann dijo que "servicios como Spotify y Apple Music han trasladado nuestras bibliotecas [de música] desde los discos duros personales, los iPods y los CDs, a la nube. Nuestra música es cada vez menos autónoma y privada". En 2011, las ventas netas de álbumes en los EE. UU. aumentaron por primera vez desde 2004, y algunos escritores lo atribuyeron al efecto del álbum 21, un "sleeper hit" de la cantante Adele publicado en 2011 (con 5,8 millones de unidades y más de tres millones de CD vendidos en enero de 2012). Pero siguió cayendo de nuevo al año siguiente. Con los consumidores abandonando los álbumes, más artistas se enfocaron en lanzar sencillos, una tendencia que los críticos sintieron que socavaba su potencial artístico y produjo muchos artistas de solo un éxito. Sin embargo, los críticos, que habían escrito principalmente reseñas de álbumes durante la era de dominio del formato, también habían comenzado a revisar canciones individuales.
Si bien el formato del álbum estaba "muerto" comercialmente, artistas de alto perfil como U2, The 1975, Taylor Swift y Katy Perry todavía presentaban su trabajo dentro de una "era de álbumes" autodefinida, señala Peter Robinson de "The Guardian". Dichos artistas presentaron la vida estética de su proyecto al estilo de las campañas de álbumes temáticos de artistas pasados como Bowie, Madonna y Pet Shop Boys. Los álbumes se comercializaron con presentaciones extravagantes, similares al desarrollo de un nuevo producto, que alcanzaron "un nadir" en 2013, según la escritora de Vulture Lindsay Zoladz, quien cita los intentos fallidos de artistas como Kanye West, Arcade Fire y Lady Gaga al usar arte visual y escenarios públicos en la estrategia: "La campaña cómicamente excesiva Artpop de Gaga incluyó una escultura de Jeff Koons y una conferencia de prensa en la que presentó 'VOLANTIS, el primer vestido volador del mundo'; Daft Punk grabó un sinfín de VH1 Classic Albums (anuncios promocionales que "conmemoraban" su disco Random Access Memories antes de que nadie lo hubiera escuchado ... y luego, ¿quién podría olvidar a [Perry] conduciendo por las calles de Los Ángeles en un camión articulado dorado de 18 ruedas, decorado con el rótulo "KATY PERRY PRISM 10-22-13" en grandes letras, asombrosamente parecido a una barra de queso "Cracker Barrel" de diez toneladas?" A pesar de todo, Taylor Swift siguió siendo una planificadora meticulosa y comprometida, líder en la década de la industria de la música gracias a sus campañas de promoción inspiradas en la era de los álbumes, creando un arte distintivo de la estrategia, en opinión de Curto.

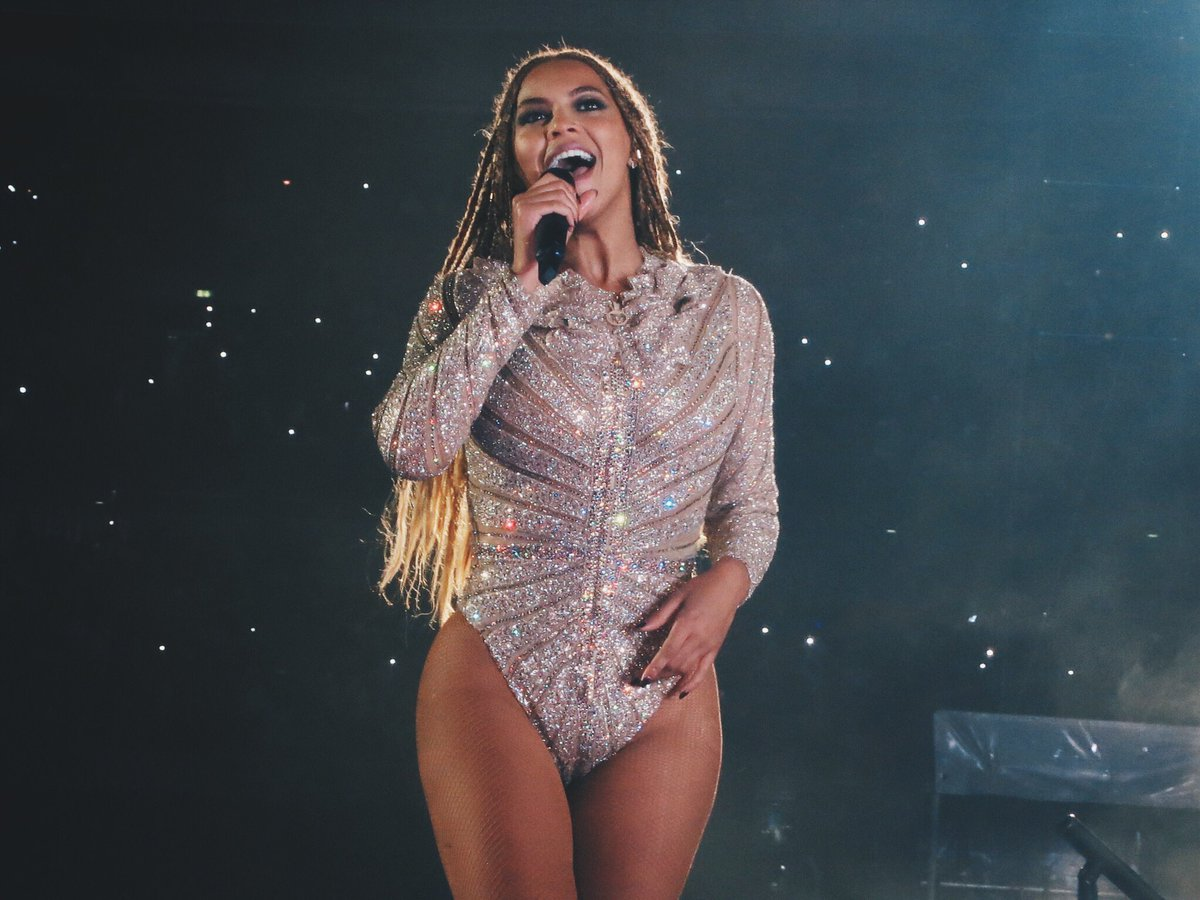
Beyoncé popularizó en 2016 la estrategia del álbum sorpresa, iniciada en la década de 2010

A mediados de la década de 2010, los artistas populares habían adoptado el álbum sorpresa como una estrategia de lanzamiento, publicando sus trabajos con poco o ningún anuncio y promoción previos, en parte como una forma de combatir las filtraciones informativas. Esta estrategia fue precedida por Radiohead y Bowie, pero popularizada por Beyoncé con el álbum Beyoncé de 2013, lo que llevó a lo que Zoladz en 2015 llamó la "era actual de los álbumes sorpresa". Al año siguiente, la cantante repitió la estrategia con su álbum Lemonade y volvió a demostrar que "el Zeitgeist (en alemán, el espíritu de una época) podía ser capturado y celebrado en solo una noche", como explica Curto. Sin embargo, Zoladz continuó informando sobre una "fatiga colectiva" entre los críticos profesionales y los oyentes ocasionales por mantenerse conectados con los lanzamientos sorpresa y las noticias en las redes sociales que los rodean. 
También destacó la capacidad de Drake para mantener su atractivo popular en el tiempo con lanzamientos de una sola pista, y así dominar el "deseo de la era digital por la gratificación instantánea y la anticipación a largo plazo". La segunda mitad de la década de 2010 tendió hacia una estrategia de promoción igualmente mínima para los lanzamientos de álbumes de hip hop, con anuncios en forma de publicaciones en las redes sociales que revelan solo la portada, la lista de canciones o la fecha de lanzamiento unas semanas antes como máximo.
Otros críticos todavía creían en el álbum como un concepto viable en el siglo XXI. En 2003, la revista Wired le había encargado a Christgau que escribiera un artículo sobre si el álbum era "una forma de arte moribunda", sobre lo que concluyó: "Mientras los artistas estén de gira, venderán colecciones de canciones con el resto del merchandising, y esas colecciones se concebirán de la forma más ingeniosa que puedan los artistas". En 2019, cuando las ventas de CD y descargas digitales se desplomaron y las teorías sobre la "muerte" del formato del álbum físico aún persistían, Christgau encontró su premisa original todavía más válida. "Porque la computadora da, como la computadora quita", escribió en un ensayo que acompañaba a la encuesta de música Pazz & Jop de ese año, explicando que la asequibilidad actual de un equipo de grabación adecuado hace que la producción de álbumes sea accesible para músicos de varios niveles de competencia. Con respecto a las producciones profesionales, dijo: "Escribir canciones está en su ADN, y si dichas canciones son buenas, grabarlas para la posteridad pronto se vuelve irresistible".
En un ensayo de fin de año sobre los álbumes en 2019, Ann Powers escribió para Slate, que el año encontró el formato en un estado de "metamorfosis" en lugar de muerto. Según su observación, muchos artistas discográficos habían revitalizado el álbum conceptual en torno a narrativas autobiográficas y temas personales, como la intimidad, interseccionalidad, la vida afroamericana, los límites entre las mujeres y el dolor asociado con la muerte. Citó álbumes como Jaime de Brittany Howard, Jimmy Lee de Raphael Saadiq, Eve de Rapsody, On the Line de Jenny Lewis y Ghosteen de Nick Cave. Escribiendo contemporáneamente, la periodista de arte y cultura Michelle Zipkin creía que los álbumes siguen siendo "un componente integral, relevante y celebrado de la creación musical y el arte". Citó la lista del recopilador de reseñas Metacritic de los álbumes más aclamados de la década de 2010, que mostraban la maestría musical de una amplia gama de artistas y, a menudo, temas serios, como el dolor, las relaciones raciales y la política identitaria, y agregó que "los álbumes de hoy ofrecen una forma nueva de acercarse a una industria cambiante".
Para 2019, Taylor Swift seguía siendo la única artista "que todavía vende CD" y aún no había adoptado los servicios de transmisión porque no habían compensado a los artistas de grabación de manera justa, según Quartz. Desarrollando este punto, el crítico de Los Angeles Times Mikael Wood dijo: "Sin embargo, mientras mantenía su música fuera de Spotify, condicionando a su audiencia leal a pensar en comprar sus canciones y álbumes como un acto de devoción, artistas más jóvenes como Ariana Grande surgieron para establecerse ellos mismos como los favoritos en las redes". Sin embargo, Swift usó todos los principales servicios de transmisión para lanzar su álbum de 2019 Lover, que la revista Quartz decía que "podría ser el último CD que compremos" y fue "quizás una nota de muerte final para el CD".

### Tendencias internacionales
A mediados de la década de 2010, las ventas físicas de CD y vinilo representaban el 39% de las ventas mundiales de música. Del total de ventas de música en los EE. UU. (el mayor mercado de música grabada del mundo en términos de ingresos), menos del 25% fueron copias físicas, mientras que Francia y el Reino Unido registraron alrededor del 30-40% en esta misma estadística. Sin embargo, esa cifra fue aproximadamente del 60% para Alemania y del 75% para Japón, que tenía el segundo mercado más grande del mundo con más de 254 mil millones de yenes (o 2440 millones de dólares) vendidos por año en grabaciones musicales, la mayoría de ellas en forma de CD. Ambos países lideraron el mundo en ventas de música física en parte debido a la afinidad mutua de sus culturas por los "objetos físicos", según el periodista de 'Quartz' Mun Keat Looi.
La industria musical japonesa había favorecido especialmente el formato del CD, debido en parte a su facilidad de fabricación, distribución y control de precios. En 2016, Japón tenía 6000 tiendas de música físicas, muy por delante de los EE. UU. (aproximadamente 1900) y de Alemania (700). A pesar de que la banda ancha de Internet está disponible en Japón desde 2000, los consumidores se habían resistido a cambiarse al consumo de música descargada o transmitida, que representaba el 8% de los ingresos totales de música del país, en comparación con el 68% en el mercado estadounidense. Si bien los sencillos en Occidente ya habían quedado anticuados hacía más de una década, el mercado japonés de singles perduró en gran parte debido a la inmensa popularidad de los ídolos locales, y bandas de chicos y de chicas. Aprovechando el fenómeno fan que rodea a estos artistas, las compañías discográficas y las agencias de marketing explotaron el aspecto de comercialización de los CD con trucos promocionales, como lanzar varias ediciones de un solo álbum, incluyéndolos con entradas para actuaciones de artistas, y contando las compras de CD individuales como votos de sus seguidores en concursos de popularidad entre artistas. El enfoque se alejó de la música y se dirigió a la experiencia de los fanáticos de la conexión con su ídolo favorito, según el corresponsal de The Japan Times, Ronald Taylor.

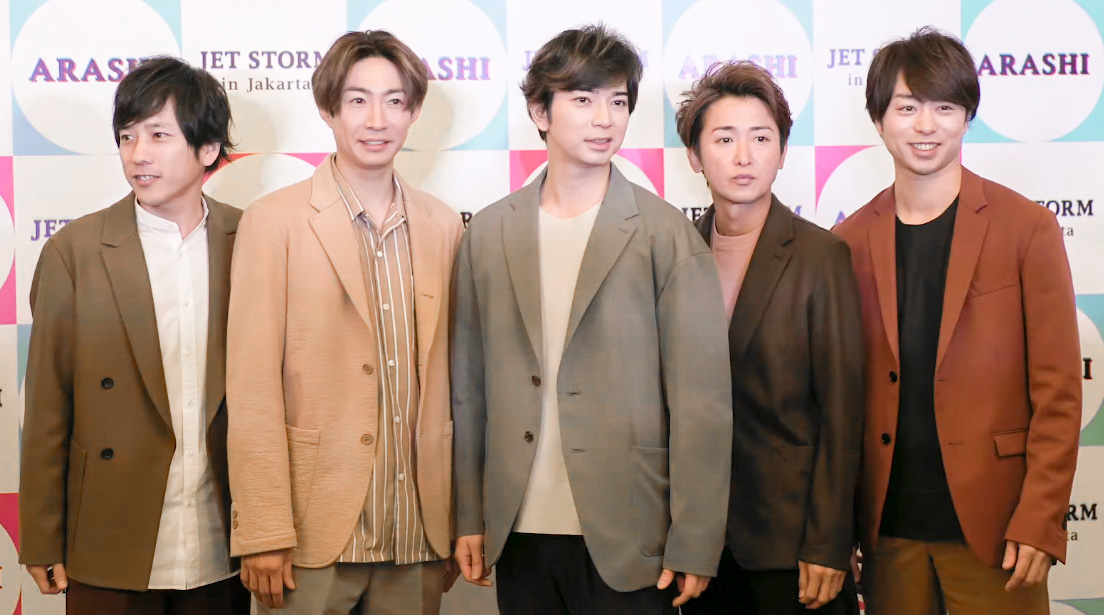
La banda japonesa de chicos Arashi, que tuvo el álbum más vendido del mundo (5x20 All the Best!!) en 2019

El comportamiento inusual del consumidor de Japón en el mercado de la música grabada fue un ejemplo del "síndrome de Galápagos", un concepto empresarial indirectamente relacionado con el darwinismo. Según Looi, explica cómo el carácter innovador pero aislacionista del país se había traducido en "el amor por una tecnología que el resto del mundo casi ha olvidado". Sobre la perdurable popularidad comercial de los CD allí, el analista de música global Mark Mulligan explicó que el poder adquisitivo y la demanda de Japón se habían concentrado rápidamente entre su envejecida población, más propensa a seguir a ídolos veteranos como la banda de chicos Arashi y al cantautor Masaharu Fukuyama, aunque estaban menos presentes entre los jóvenes, más receptivos con los servicios digitales y de transmisión. Sin embargo, a mediados de la década de 2010 también se registró un aumento en las ventas de música digital y por suscripción, lo que indica una tendencia a alejarse de las compras físicas en el país.
En 2019, la Federación Internacional de la Industria Fonográfica (IFPI) informó que entre los 10 principales mercados de música grabada del mundo se encontraban Japón, China, Corea del Sur y Australia, al tiempo que señaló la aparición de mercados fuera de Occidente en general, incluidos los de América Latina, Asia, y África. El informe también observó un alejamiento del dominio global de los intérpretes en inglés, más enfocado hacia éxitos regionales con un atractivo intercultural, como BTS y J Balvin, debido en parte a una cultura de consumo más abierta y a la conectividad social entre artistas y oyentes. Mientras que los mejores artistas de Occidente continuaron dependiendo de sus roles tradicionales en las principales discográficas, otros utilizaron proveedores de servicios digitales como Spotify y Apple Music para autopublicar sus grabaciones o publicarlas en asociación con un distribuidor independiente.

### Período pandémico
En 2020, los lanzamientos de álbumes se vieron obstaculizados por la pandemia de COVID-19 y la subsiguiente adopción en todo el mundo de medidas de distanciamiento social. Entre el 6 y el 12 de marzo del año 2020, las ventas de álbumes físicos cayeron un 6% debido en parte a la pandemia. Más tarde, ese mismo mes, Amazon suspendió temporalmente los envíos de CD de música y discos de vinilo de proveedores estadounidenses, en un esfuerzo por priorizar los artículos que se consideraban más esenciales. El cierre de los minoristas físicos y los sistemas de distribución por la pandemia afectó especialmente a los artistas más veteranos, ya que sus fans tendían a ser de mayor edad y era más probable que todavía compraran CD y discos de vinilo. En consecuencia, muchos de estos artistas que todavía empleaban modelos de promoción tradicionales, como Willie Nelson y Alicia Keys, retrasaron el lanzamiento de sus álbumes. Al informar sobre el desarrollo de la situación en marzo, el periodista de Rolling Stone Elias Leight explicó que:

Esto se debe a que diariamente aparecen decenas de miles de pistas nuevas en los servicios de transmisión. Para superar el diluvio, los vídeos deben filmarse con meses de anticipación, las apariciones en televisión deben disputarse, los encargados del servicio de transmisión deben cortejarse, las oportunidades de presencia de la prensa se programan, las fechas de giras y las visitas a estaciones de radio y las apariciones en tiendas de discos se coordinan. Sin estos componentes, los artistas corren el riesgo de lanzar música a un público desinteresado, inconsciente o simplemente abrumado. Y ahora mismo, casi todas estas opciones para elevar el perfil están fuera de su alcance.

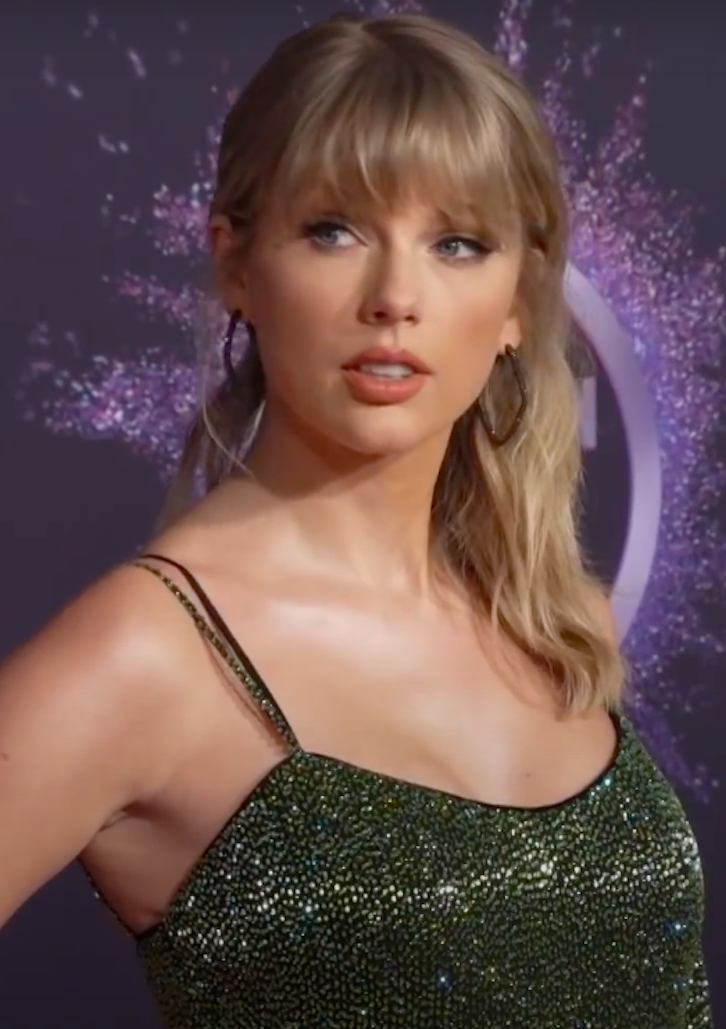
Taylor Swift, partidaria desde hace mucho tiempo de los lanzamientos al estilo de la era de los álbumes, sin embargo optó por el lanzamiento sorpresa de sus trabajos en 2020

Algunas grandes estrellas del pop reinventaron sus estrategias de promoción durante la pandemia. Taylor Swift lanzó por sorpresa sus álbumes Folklore y Evermore en julio y diciembre de 2020, respectivamente, abandonando una campaña de lanzamiento tradicional por primera vez en su carrera y estableciendo varios récords de ventas y de difusión. Ariana Grande, más inspirada por las estrategias de promoción del rap, lanzó su álbum Positions (2020) con un anuncio y una promoción igualmente mínimos. El éxito de ambas artistas durante la pandemia se produjo a expensas de las estrellas del pop que habían planeado lanzamientos de álbumes tradicionales, incluidos Katy Perry, Lady Gaga y Dua Lipa. Alicia Keys también lanzó por sorpresa su álbum Alicia después de un retraso indefinido debido a la pandemia. Al mismo tiempo, los álbumes de rap se beneficiaron aún más del auge de la cultura de transmisión y de consumo bajo demanda del período, con raperos como Lil Uzi Vert, Bad Bunny y DaBaby encabezando las listas de álbumes.
2020 resultó ser el año más exitoso para los álbumes de vinilo en la historia del Nielsen SoundScan (desde 1991), con 27,5 millones de unidades vendidas en los EE. UU. En junio de 2021, "Billboard" informó de que las ventas netas de álbumes físicos habían aumentado por primera vez en años debido a la pandemia. Los artistas de pop y de hip hop/R&B obtuvieron más ventas que nunca en el mercado de vinilos de EE. UU., mientras que los discos de rock experimentaron una disminución a pesar de representar más de la mitad de las ventas totales del mercado. Entre los principales vendedores de vinilos del año se encuentran Harry Styles, Billie Eilish, Kendrick Lamar y Taylor Swift, cuyo Evermore lideró las ventas de CD y álbumes de vinilo lanzados en 2021.
Al informar sobre las tendencias de lanzamiento de música durante la pandemia, los especialistas observaron que ofrecían una mayor conectividad para los artistas con sus oyentes durante un período de cambio de paradigma, al tiempo que aumentaba el poder de ambos grupos a expensas de las principales discográficas. Sin embargo, Oliver Tryon del webzine musical CULTR argumenta que la industria de la música sigue siendo uno de los mercados más rentables del mundo y ha capitalizado las tendencias cambiantes en la era de la música en línea, incluida la creciente brevedad de las canciones, la disminución de las distinciones de género entre los artistas y las innovaciones en tecnología de música electrónica, como la aplicación de inteligencia artificial a la música. Sobre los próximos desarrollos en 2021, Tryon predice que los lanzamientos regionales de todo el mundo aumentarán en el mercado global, "la música generativa aumentará como resultado de las listas de reproducción contextuales" y "los álbumes continuarán disminuyendo a medida que la era posterior al álbum se vuelva cada vez más intensa".

## Lecturas relacionadas
- Cross, Alan (2 de febrero de 2020). «Are you still listening to albums the old-fashioned way? Chances are you're not: Alan Cross». Global News. Consultado el 20 de febrero de 2021.
- Ducker, Eric (19 de agosto de 2015). «A Rational Conversation: Does Anybody Even Have Time for an 80-Minute Album?». NPR. Consultado el 20 de febrero de 2021.
- Ivakhiv, Adrian J. (8 de mayo de 2017). «Greatest Albums of the LP Era». immanence. Consultado el 20 de febrero de 2021.
- Lefsetz, Bob (12 de septiembre de 2013). «Classic Rock's Era of the Album Gives Way to Today's Track Stars». Variety. Consultado el 20 de febrero de 2021.
- Richardson, Mark (6 de octubre de 2020). «Rolling Stone's Canon Fodder». The Wall Street Journal. Consultado el 2 de marzo de 2021.
- Smith, Troy L. (21 de septiembre de 2017). «15 Greatest Years in Music History». Cleveland.com. Consultado el 20 de febrero de 2021.
- Sullivan, Caroline (3 de octubre de 2005). «Death of the album». The Guardian. Consultado el 20 de febrero de 2021.
- Wachs, Jeffrey Philip (December 2012). «The Long-Playing Blues: Did the Recording Industry's Shift from Singles to Albums Violate Antitrust Law?». UC Irvine Law Review 2 (3). Consultado el 26 de junio de 2021.